# LGV Est européenne
| LGV Est européenne in Rambluzin-et-Benoite-Vaux |                      |                                                       |                                                       |
| Streckenkarte |                      |                                                       |                                                       |
| Streckennummer (SNCF): | 005 000              |                                                       |                                                       |
| Kursbuchstrecke (SNCF): | 100                  |                                                       |                                                       |
| Streckenlänge: | 406 km               |                                                       |                                                       |
| Spurweite: | 1435 mm (Normalspur) |                                                       |                                                       |
| Stromsystem: | 25 kV 50 Hz ~        |                                                       |                                                       |
| Maximale Neigung: | 35 ‰                 |                                                       |                                                       |
| Streckengeschwindigkeit: | 320 km/h             |                                                       |                                                       |
| |                      |                                                       |                                                       |
| \| \| 0,0 \| Paris Est \| Paris Est \| \| \| \| (weitere Betriebsstellen) \| \| \| \| 18,3 \| Chelles \| Chelles \| \| \| 21,5 \| Beginn Neubaustrecke, Richtungsgleis Paris \| Beginn Neubaustrecke, Richtungsgleis Paris \| \| \| 22,5 \| Vaires-Torcy \| Vaires-Torcy \| \| \| 22,70,0 \| Beginn Neubaustrecke, Richtungsgleis Baudrecourt \| Beginn Neubaustrecke, Richtungsgleis Baudrecourt \| \| \| 0,8 \| Abzw. von Vaires-Torcy \| Abzw. von Vaires-Torcy \| \| \| \| Strecke nach Straßburg \| \| \| \| \| A 104 \| \| \| \| 4,2 \| Überdeckung Luzancy (160 m) \| Überdeckung Luzancy (160 m) \| \| \| \| Überdeckung RD 404 \| \| \| \| 9,5 \| Viaduc de Claye-Souilly (415 m), Beuvronne \| Viaduc de Claye-Souilly (415 m), Beuvronne \| \| \| \| LGV Interconnexion Est \| \| \| \| 11,4 \| von LGV Interconnexion Est \| von LGV Interconnexion Est \| \| \| 12,7 \| von LGV Interconnexion Est \| von LGV Interconnexion Est \| \| \| 18,5 \| Chauconin (Betriebsgleise südlich) \| Chauconin (Betriebsgleise südlich) \| \| \| 30,5 \| Viaduc de la Thérouanne (322 m), Thérouanne \| Viaduc de la Thérouanne (322 m), Thérouanne \| \| \| 36,8 \| Viaduc de l’Ourcq (450 m), Canal de l’Ourcq \| Viaduc de l’Ourcq (450 m), Canal de l’Ourcq \| \| \| 38,8 \| Strecke Paris–Reims \| Strecke Paris–Reims \| \| \| \| Verbindungskurve von Paris \| \| \| \| \| Überdeckung Ocquerre \| \| \| \| 45,0 \| Coulombs \| Coulombs \| \| \| 53,5 \| A 4 \| A 4 \| \| \| 71,6 \| Beuvardes (Betriebsgleise nördlich) \| Beuvardes (Betriebsgleise nördlich) \| \| \| 78,6 \| Überdeckung Courmont, A 4 \| Überdeckung Courmont, A 4 \| \| \| 90,1 \| Villers-Agron-Aiguizy \| Villers-Agron-Aiguizy \| \| \| 99,0 \| Viaduc de l’Ardre (112 m), Ardre \| Viaduc de l’Ardre (112 m), Ardre \| \| \| 104,6 \| Überdeckung Janvry (190 m) \| Überdeckung Janvry (190 m) \| \| \| 113,7 \| Champagne-Ardenne TGV (Reims) \| Champagne-Ardenne TGV (Reims) \| \| \| 114,6 \| Racc. des Trois-Puits Strecke nach Reims \| Racc. des Trois-Puits Strecke nach Reims \| \| \| \| Strecke Épernay–Reims \| \| \| \| 119,0 \| Überdeckung Taissy (1700 m) \| Überdeckung Taissy (1700 m) \| \| \| 136,3 \| A 4 \| A 4 \| \| \| 140,6 \| Livry-Louvercy \| Livry-Louvercy \| \| \| 144,5 \| Racc. de Châlons-Nord nach Saint-Hilaire-au-Temple \| Racc. de Châlons-Nord nach Saint-Hilaire-au-Temple \| \| \| 146,2 \| Racc. de Châlons-Sud von Saint-Hilaire-au-Temple \| Racc. de Châlons-Sud von Saint-Hilaire-au-Temple \| \| \| \| Strecke Nancy–Reims \| \| \| \| \| Strecke Saint-Hilaire-au-Temple–Verdun \| \| \| \| 166,8 \| Tilloy et Bellay (Betriebsgleise nördlich) \| Tilloy et Bellay (Betriebsgleise nördlich) \| \| \| 188,3 \| Villers-en-Argonne (zukünftige Instandhaltungs-Basis) \| Villers-en-Argonne (zukünftige Instandhaltungs-Basis) \| \| \| 213,6 \| Meuse TGV (Verdun) \| Meuse TGV (Verdun) \| \| \| 230,9 \| Viaduc de la Meuse (603 m), Maas \| Viaduc de la Meuse (603 m), Maas \| \| \| \| Strecke Commercy–Verdun \| \| \| \| 231,7 \| Viaduc du Canal de l’Est (309 m), Le Préle ruisseau \| Viaduc du Canal de l’Est (309 m), Le Préle ruisseau \| \| \| 235,0 \| Lamorville (Betriebsgleis südlich) \| Lamorville (Betriebsgleis südlich) \| \| \| 258,7 \| Viaduc de Jaulny (480 m), Rupt de Mad \| Viaduc de Jaulny (480 m), Rupt de Mad \| \| \| \| Strecke Commercy–Metz \| \| \| \| 263,4 \| Prény \| Prény \| \| \| 268,1 \| zur Strecke nach Metz \| zur Strecke nach Metz \| \| \| \| zur Strecke nach Nancy \| \| \| \| \| Strecke Nancy–Metz \| \| \| \| 270,9 \| Vandières TGV (geplant) \| Vandières TGV (geplant) \| \| \| 272,5 \| Viaduc de la Moselle (1510 m), Mosel \| Viaduc de la Moselle (1510 m), Mosel \| \| \| \| A 31 \| \| \| \| \| Bahnstrecke Metz–Château-Salins \| \| \| \| 281,3 \| Lorraine TGV (Nancy, Metz) \| Lorraine TGV (Nancy, Metz) \| \| \| \| \| \| \| \| 299,3 \| Racc. de Baudrecourt (Beginn zweiter Bauabschnitt) \| Racc. de Baudrecourt (Beginn zweiter Bauabschnitt) \| \| \| 301,4 \| Racc. de Herny zur Forbacher Bahn \| Racc. de Herny zur Forbacher Bahn \| \| \| \| Bahnstrecke Réding–Metz-Ville \| \| \| \| \| Baudrecourt \| \| \| \| \| Racc. de Lucy \| \| \| \| 306,2 \| Bahnstrecke Réding–Metz-Ville \| Bahnstrecke Réding–Metz-Ville \| \| \| 307,5 \| Lesse \| Lesse \| \| \| \| Bahnstrecke Champigneulles–Sarralbe \| \| \| \| 324,6 \| Viaduc de Lidrezing \| Viaduc de Lidrezing \| \| \| \| Strecke Nouvel-Avricourt–Bénestroff \| \| \| \| 326,9 \| Viaduc de Bourgaltroff (200 m) \| Viaduc de Bourgaltroff (200 m) \| \| \| 331,1 \| Domnon-lès-Dieuze \| Domnon-lès-Dieuze \| \| \| 341,8 \| Viaduc sur le canal des Houillères de la Sarre \| Viaduc sur le canal des Houillères de la Sarre \| \| \| 349,9 \| Viaduc du Landbach (500 m) \| Viaduc du Landbach (500 m) \| \| \| 353,5 \| Viaduc de Sarralroff (Sarre; 370 m) \| Viaduc de Sarralroff (Sarre; 370 m) \| \| \| \| Strecke Metz–Réding \| \| \| \| 357,6 \| Vieux-Lixheim (Betriebsgleise nördlich) \| Vieux-Lixheim (Betriebsgleise nördlich) \| \| \| 361,4 \| Racc. de Réding von Réding \| Racc. de Réding von Réding \| \| \| 370,0 \| A 4 (180 m) \| A 4 (180 m) \| \| \| 371,3 \| Viaduc du Haspelbaechel (270 m) \| Viaduc du Haspelbaechel (270 m) \| \| \| 374,5 \| Tunnel de Saverne (4019 m) \| Tunnel de Saverne (4019 m) \| \| \| 379,5 \| Steinbourg (Betriebsgleis südlich) \| Steinbourg (Betriebsgleis südlich) \| \| \| \| Bahnstrecke Steinbourg–Rastatt \| \| \| \| 382,8 \| A 4 (180 m) \| A 4 (180 m) \| \| \| 387,3 \| Altstrecke Sarrebourg–Vendenheim (370 m) \| Altstrecke Sarrebourg–Vendenheim (370 m) \| \| \| \| Viaduc de la Zorn (470 m) \| \| \| \| \| Canal de la Marne au Rhin \| \| \| \| 393,2 \| Viaduc du Rohrbach \| Viaduc du Rohrbach \| \| \| 404,4 \| Viaduc sur le Canal de la Marne au Rhin \| Viaduc sur le Canal de la Marne au Rhin \| \| \| 405,0 \| Strecke von Sarrebourg \| Strecke von Sarrebourg \| \| \| 405,5 \| Strecke von Wissembourg \| Strecke von Wissembourg \| \| \| \| Überwerfungsbauwerk zum Fahrordnungswechsel \| \| \| \| 406,0 \| Vendenheim \| Vendenheim \| \| \| \| (weitere Betriebsstellen) \| \| \| \| \| Güterumgehungsbahn Strasbourg \| \| \| \| \| Strecke von Lauterbourg \| \| \| \| 416,0 \| Strasbourg Ville \| Strasbourg Ville \| \| \| \| Strecke nach Basel \| \| \| \| \| Strecke nach Appenweier \| \| |                      |                                                       |                                                       |
| Kopfbahnhof Streckenanfang | 0,0                  | Paris Est                                             | Paris Est                                             |
| |                      | (weitere Betriebsstellen)                             |                                                       |
| Bahnhof | 18,3                 | Chelles                                               | Chelles                                               |
| Kilometer-Wechsel | 21,5                 | Beginn Neubaustrecke, Richtungsgleis Paris            | Beginn Neubaustrecke, Richtungsgleis Paris            |
| Haltepunkt / Haltestelle | 22,5                 | Vaires-Torcy                                          | Vaires-Torcy                                          |
| Strecke von links · Abzweig geradeaus, nach links und nach rechts · Strecke von rechts | 22,70,0              | Beginn Neubaustrecke, Richtungsgleis Baudrecourt      | Beginn Neubaustrecke, Richtungsgleis Baudrecourt      |
| Abzweig geradeaus und von links · Kreuzung geradeaus oben · Strecke nach rechts | 0,8                  | Abzw. von Vaires-Torcy                                | Abzw. von Vaires-Torcy                                |
| Strecke nach rechts · Strecke |                      | Strecke nach Straßburg                                | Strecke nach Straßburg                                |
| Brücke |                      | A 104                                                 | A 104                                                 |
| Tunnel | 4,2                  | Überdeckung Luzancy (160 m)                           | Überdeckung Luzancy (160 m)                           |
| Tunnel |                      | Überdeckung RD 404                                    | Überdeckung RD 404                                    |
| Brücke über Wasserlauf | 9,5                  | Viaduc de Claye-Souilly (415 m), Beuvronne            | Viaduc de Claye-Souilly (415 m), Beuvronne            |
| Kreuzung geradeaus oben |                      | LGV Interconnexion Est                                | LGV Interconnexion Est                                |
| Abzweig geradeaus und von links | 11,4                 | von LGV Interconnexion Est                            | von LGV Interconnexion Est                            |
| Abzweig geradeaus und von rechts | 12,7                 | von LGV Interconnexion Est                            | von LGV Interconnexion Est                            |
| Überleitstelle / Spurwechsel | 18,5                 | Chauconin (Betriebsgleise südlich)                    | Chauconin (Betriebsgleise südlich)                    |
| Brücke über Wasserlauf | 30,5                 | Viaduc de la Thérouanne (322 m), Thérouanne           | Viaduc de la Thérouanne (322 m), Thérouanne           |
| Brücke über Wasserlauf | 36,8                 | Viaduc de l’Ourcq (450 m), Canal de l’Ourcq           | Viaduc de l’Ourcq (450 m), Canal de l’Ourcq           |
| Kreuzung geradeaus oben | 38,8                 | Strecke Paris–Reims                                   | Strecke Paris–Reims                                   |
| Abzweig geradeaus und von rechts |                      | Verbindungskurve von Paris                            | Verbindungskurve von Paris                            |
| Tunnel |                      | Überdeckung Ocquerre                                  | Überdeckung Ocquerre                                  |
| Überleitstelle / Spurwechsel | 45,0                 | Coulombs                                              | Coulombs                                              |
| Brücke | 53,5                 | A 4                                                   | A 4                                                   |
| Überleitstelle / Spurwechsel | 71,6                 | Beuvardes (Betriebsgleise nördlich)                   | Beuvardes (Betriebsgleise nördlich)                   |
| Tunnel | 78,6                 | Überdeckung Courmont, A 4                             | Überdeckung Courmont, A 4                             |
| Überleitstelle / Spurwechsel | 90,1                 | Villers-Agron-Aiguizy                                 | Villers-Agron-Aiguizy                                 |
| Brücke | 99,0                 | Viaduc de l’Ardre (112 m), Ardre                      | Viaduc de l’Ardre (112 m), Ardre                      |
| Tunnel | 104,6                | Überdeckung Janvry (190 m)                            | Überdeckung Janvry (190 m)                            |
| Bahnhof · Kopfbahnhof Streckenanfang | 113,7                | Champagne-Ardenne TGV (Reims)                         | Champagne-Ardenne TGV (Reims)                         |
| Abzweig geradeaus und nach links · Abzweig quer und nach links | 114,6                | Racc. des Trois-Puits Strecke nach Reims              | Racc. des Trois-Puits Strecke nach Reims              |
| Kreuzung geradeaus unten |                      | Strecke Épernay–Reims                                 | Strecke Épernay–Reims                                 |
| Tunnel | 119,0                | Überdeckung Taissy (1700 m)                           | Überdeckung Taissy (1700 m)                           |
| Brücke | 136,3                | A 4                                                   | A 4                                                   |
| Überleitstelle / Spurwechsel | 140,6                | Livry-Louvercy                                        | Livry-Louvercy                                        |
| Abzweig geradeaus und nach links | 144,5                | Racc. de Châlons-Nord nach Saint-Hilaire-au-Temple    | Racc. de Châlons-Nord nach Saint-Hilaire-au-Temple    |
| Abzweig geradeaus und nach rechts | 146,2                | Racc. de Châlons-Sud von Saint-Hilaire-au-Temple      | Racc. de Châlons-Sud von Saint-Hilaire-au-Temple      |
| Kreuzung geradeaus oben |                      | Strecke Nancy–Reims                                   | Strecke Nancy–Reims                                   |
| Kreuzung geradeaus oben |                      | Strecke Saint-Hilaire-au-Temple–Verdun                | Strecke Saint-Hilaire-au-Temple–Verdun                |
| Überleitstelle / Spurwechsel | 166,8                | Tilloy et Bellay (Betriebsgleise nördlich)            | Tilloy et Bellay (Betriebsgleise nördlich)            |
| Überleitstelle / Spurwechsel | 188,3                | Villers-en-Argonne (zukünftige Instandhaltungs-Basis) | Villers-en-Argonne (zukünftige Instandhaltungs-Basis) |
| Bahnhof | 213,6                | Meuse TGV (Verdun)                                    | Meuse TGV (Verdun)                                    |
| Strecke unter Wasserlauf Anfang Hochstrecke | 230,9                | Viaduc de la Meuse (603 m), Maas                      | Viaduc de la Meuse (603 m), Maas                      |
| Kreuzung Ende Hochstrecke |                      | Strecke Commercy–Verdun                               | Strecke Commercy–Verdun                               |
| Brücke über Wasserlauf | 231,7                | Viaduc du Canal de l’Est (309 m), Le Préle ruisseau   | Viaduc du Canal de l’Est (309 m), Le Préle ruisseau   |
| Überleitstelle / Spurwechsel | 235,0                | Lamorville (Betriebsgleis südlich)                    | Lamorville (Betriebsgleis südlich)                    |
| Strecke unter Wasserlauf Anfang Hochstrecke | 258,7                | Viaduc de Jaulny (480 m), Rupt de Mad                 | Viaduc de Jaulny (480 m), Rupt de Mad                 |
| Kreuzung Ende Hochstrecke |                      | Strecke Commercy–Metz                                 | Strecke Commercy–Metz                                 |
| Überleitstelle / Spurwechsel | 263,4                | Prény                                                 | Prény                                                 |
| Abzweig geradeaus und nach links | 268,1                | zur Strecke nach Metz                                 | zur Strecke nach Metz                                 |
| Abzweig geradeaus und nach rechts |                      | zur Strecke nach Nancy                                | zur Strecke nach Nancy                                |
| Kreuzung geradeaus oben |                      | Strecke Nancy–Metz                                    | Strecke Nancy–Metz                                    |
| ehemaliger Bahnhof | 270,9                | Vandières TGV (geplant)                               | Vandières TGV (geplant)                               |
| Brücke über Wasserlauf | 272,5                | Viaduc de la Moselle (1510 m), Mosel                  | Viaduc de la Moselle (1510 m), Mosel                  |
| Brücke |                      | A 31                                                  | A 31                                                  |
| Kreuzung (Querstrecke außer Betrieb) |                      | Bahnstrecke Metz–Château-Salins                       | Bahnstrecke Metz–Château-Salins                       |
| Bahnhof | 281,3                | Lorraine TGV (Nancy, Metz)                            | Lorraine TGV (Nancy, Metz)                            |
| Strecke von links · Abzweig geradeaus, nach links und nach rechts · Strecke von rechts |                      |                                                       |                                                       |
| Strecke nach links · Kreuzung geradeaus unten · Abzweig geradeaus und von rechts | 299,3                | Racc. de Baudrecourt (Beginn zweiter Bauabschnitt)    | Racc. de Baudrecourt (Beginn zweiter Bauabschnitt)    |
| Strecke · Abzweig geradeaus und nach links | 301,4                | Racc. de Herny zur Forbacher Bahn                     | Racc. de Herny zur Forbacher Bahn                     |
| Strecke · Abzweig geradeaus und von links |                      | Bahnstrecke Réding–Metz-Ville                         | Bahnstrecke Réding–Metz-Ville                         |
| Strecke · ehemaliger Bahnhof |                      | Baudrecourt                                           | Baudrecourt                                           |
| Strecke · Blockstelle |                      | Racc. de Lucy                                         | Racc. de Lucy                                         |
| Abzweig geradeaus und von links · Abzweig nach links und nach rechts | 306,2                | Bahnstrecke Réding–Metz-Ville                         | Bahnstrecke Réding–Metz-Ville                         |
| Überleitstelle / Spurwechsel | 307,5                | Lesse                                                 | Lesse                                                 |
| Kreuzung (Querstrecke außer Betrieb) |                      | Bahnstrecke Champigneulles–Sarralbe                   | Bahnstrecke Champigneulles–Sarralbe                   |
| Strecke geradeaus | 324,6                | Viaduc de Lidrezing                                   | Viaduc de Lidrezing                                   |
| Kreuzung Ende Hochstrecke |                      | Strecke Nouvel-Avricourt–Bénestroff                   | Strecke Nouvel-Avricourt–Bénestroff                   |
| Brücke über Wasserlauf | 326,9                | Viaduc de Bourgaltroff (200 m)                        | Viaduc de Bourgaltroff (200 m)                        |
| Überleitstelle / Spurwechsel | 331,1                | Domnon-lès-Dieuze                                     | Domnon-lès-Dieuze                                     |
| Brücke über Wasserlauf | 341,8                | Viaduc sur le canal des Houillères de la Sarre        | Viaduc sur le canal des Houillères de la Sarre        |
| Brücke über Wasserlauf | 349,9                | Viaduc du Landbach (500 m)                            | Viaduc du Landbach (500 m)                            |
| Strecke unter Wasserlauf Anfang Hochstrecke | 353,5                | Viaduc de Sarralroff (Sarre; 370 m)                   | Viaduc de Sarralroff (Sarre; 370 m)                   |
| Kreuzung Ende Hochstrecke |                      | Strecke Metz–Réding                                   | Strecke Metz–Réding                                   |
| Überleitstelle / Spurwechsel | 357,6                | Vieux-Lixheim (Betriebsgleise nördlich)               | Vieux-Lixheim (Betriebsgleise nördlich)               |
| Kreuzung geradeaus oben | 361,4                | Racc. de Réding von Réding                            | Racc. de Réding von Réding                            |
| Strecke mit Straßenbrücke | 370,0                | A 4 (180 m)                                           | A 4 (180 m)                                           |
| Brücke über Wasserlauf | 371,3                | Viaduc du Haspelbaechel (270 m)                       | Viaduc du Haspelbaechel (270 m)                       |
| Tunnel | 374,5                | Tunnel de Saverne (4019 m)                            | Tunnel de Saverne (4019 m)                            |
| Überleitstelle / Spurwechsel | 379,5                | Steinbourg (Betriebsgleis südlich)                    | Steinbourg (Betriebsgleis südlich)                    |
| Kreuzung (Querstrecke außer Betrieb) |                      | Bahnstrecke Steinbourg–Rastatt                        | Bahnstrecke Steinbourg–Rastatt                        |
| Brücke | 382,8                | A 4 (180 m)                                           | A 4 (180 m)                                           |
| Kreuzung geradeaus oben | 387,3                | Altstrecke Sarrebourg–Vendenheim (370 m)              | Altstrecke Sarrebourg–Vendenheim (370 m)              |
| Strecke unter Wasserlauf Anfang Hochstrecke |                      | Viaduc de la Zorn (470 m)                             | Viaduc de la Zorn (470 m)                             |
| Strecke unter Wasserlauf Ende Hochstrecke |                      | Canal de la Marne au Rhin                             | Canal de la Marne au Rhin                             |
| Brücke | 393,2                | Viaduc du Rohrbach                                    | Viaduc du Rohrbach                                    |
| Brücke über Wasserlauf | 404,4                | Viaduc sur le Canal de la Marne au Rhin               | Viaduc sur le Canal de la Marne au Rhin               |
| Strecke von links · Kreuzung geradeaus oben · Strecke quer | 405,0                | Strecke von Sarrebourg                                | Strecke von Sarrebourg                                |
| Strecke · Abzweig geradeaus und von links | 405,5                | Strecke von Wissembourg                               | Strecke von Wissembourg                               |
| Strecke nach links · Abzweig geradeaus und von rechts |                      | Überwerfungsbauwerk zum Fahrordnungswechsel           | Überwerfungsbauwerk zum Fahrordnungswechsel           |
| Dienststation / Betriebs- oder Güterbahnhof | 406,0                | Vendenheim                                            | Vendenheim                                            |
| |                      | (weitere Betriebsstellen)                             |                                                       |
| Abzweig geradeaus und nach rechts |                      | Güterumgehungsbahn Strasbourg                         | Güterumgehungsbahn Strasbourg                         |
| Abzweig geradeaus und von links |                      | Strecke von Lauterbourg                               | Strecke von Lauterbourg                               |
| Bahnhof | 416,0                | Strasbourg Ville                                      | Strasbourg Ville                                      |
| Abzweig geradeaus und nach rechts |                      | Strecke nach Basel                                    | Strecke nach Basel                                    |
| Strecke |                      | Strecke nach Appenweier                               | Strecke nach Appenweier                               |

Die LGV Est européenne [ɛlʒeˌve ɛstøʀope'ɛn] (kurz für Ligne à grande vitesse Est européenne‚ deutsch europäische Hochgeschwindigkeitsstrecke Ost) ist eine Schnellfahrstrecke in Frankreich. Sie verbindet Paris mit Ostfrankreich (v. a. Straßburg) und darüber hinaus mit Süddeutschland (u. a. Frankfurt am Main oder über Stuttgart in Richtung München), Luxemburg und Schweiz. Sie ist Teil der  transeuropäischen Schienenschnellverbindung Paris–Ostfrankreich–Südwestdeutschland (POS) sowie Teil der TEN-Schienenmagistrale Nr. 17 von Paris nach Budapest. Die Eckpunkte der deutsch-französischen Verbindung wurden am 22. Mai 1992 in der Vereinbarung von La Rochelle definiert.
Im März 2007 wurde der erste 301,4 Kilometer lange Abschnitt eingeweiht, am 10. Juni 2007 der Regelbetrieb aufgenommen. Als erster regulärer Zug befuhr ein ICE 3MF von Paris, Abfahrt um 6:43 Uhr, nach Frankfurt die Strecke. Der 106 Kilometer lange zweite Bauabschnitt ist am 3. Juli 2016 in Betrieb gegangen. Mit dessen Inbetriebnahme hat sich die Strecke zwischen Paris und Straßburg von ursprünglich 502,0 Kilometer auf 438,7 Kilometer verkürzt. Die schnellsten Züge benötigen dafür eine Stunde und 45 Minuten, die Reisegeschwindigkeit liegt dann bei 250,7 km/h (Stand Februar 2018).
Die LGV Est européenne wird mit einer Höchstgeschwindigkeit von 320 km/h sowohl von französischen TGV als auch von deutschen ICE befahren.

## Verlauf

### (Paris–)Vaires–Baudrecourt

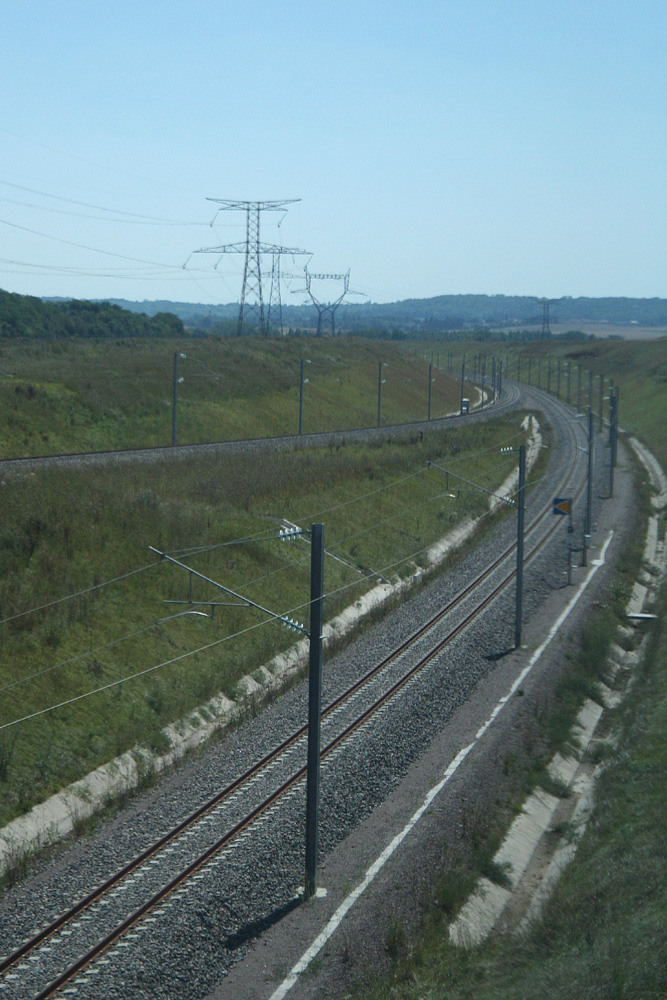
Verbindungskurve zwischen der LGV Est européenee und der LGV Interconnexion Est

#### Paris–Reims
Vom Gare de l’Est nutzen Züge zur LGV Est für 22 Kilometer die ausgebaute Altstrecke Paris–Nancy–Straßburg. Die viergleisige Hauptstrecke nimmt auf ihren mittleren beiden Gleisen den Fernverkehr auf, während auf den äußeren beiden Regionalzüge verkehren. Die Neubaustrecke zweigt nach dem Bahnhof von Vaires-sur-Marne kreuzungsfrei von der bestehenden Hauptstrecke ab und orientiert sich anschließend Richtung Ost-Nordost in das nördliche Hinterland des Marnetales hinein. Östlich von Claye-Souilly kreuzt sie niveaufrei die LGV Interconnexion Est, die Hochgeschwindigkeitsstrecke, die östlich an Paris vorbeiführt. Zwei niveaufreie Verbindungsstrecken gestatten, von der LGV Est aus Osten kommend, nach Norden und Süden einzuschwenken. Der Ourcq wird bei Ocquerre überquert. In Bezannes, einer Nachbargemeinde von Reims, entstand der Bahnhof Champagne-Ardenne TGV, der die Gegend um Reims und Épernay, mithin die Champagne, anbinden soll. Der Stadtbahnhof von Reims wird über einen Abzweig, den Raccordement des Trois-Puits, zur bestehenden Strecke Épernay–Reims erreicht. Dieser Abzweig liegt unmittelbar östlich des neuen TGV-Bahnhofs.

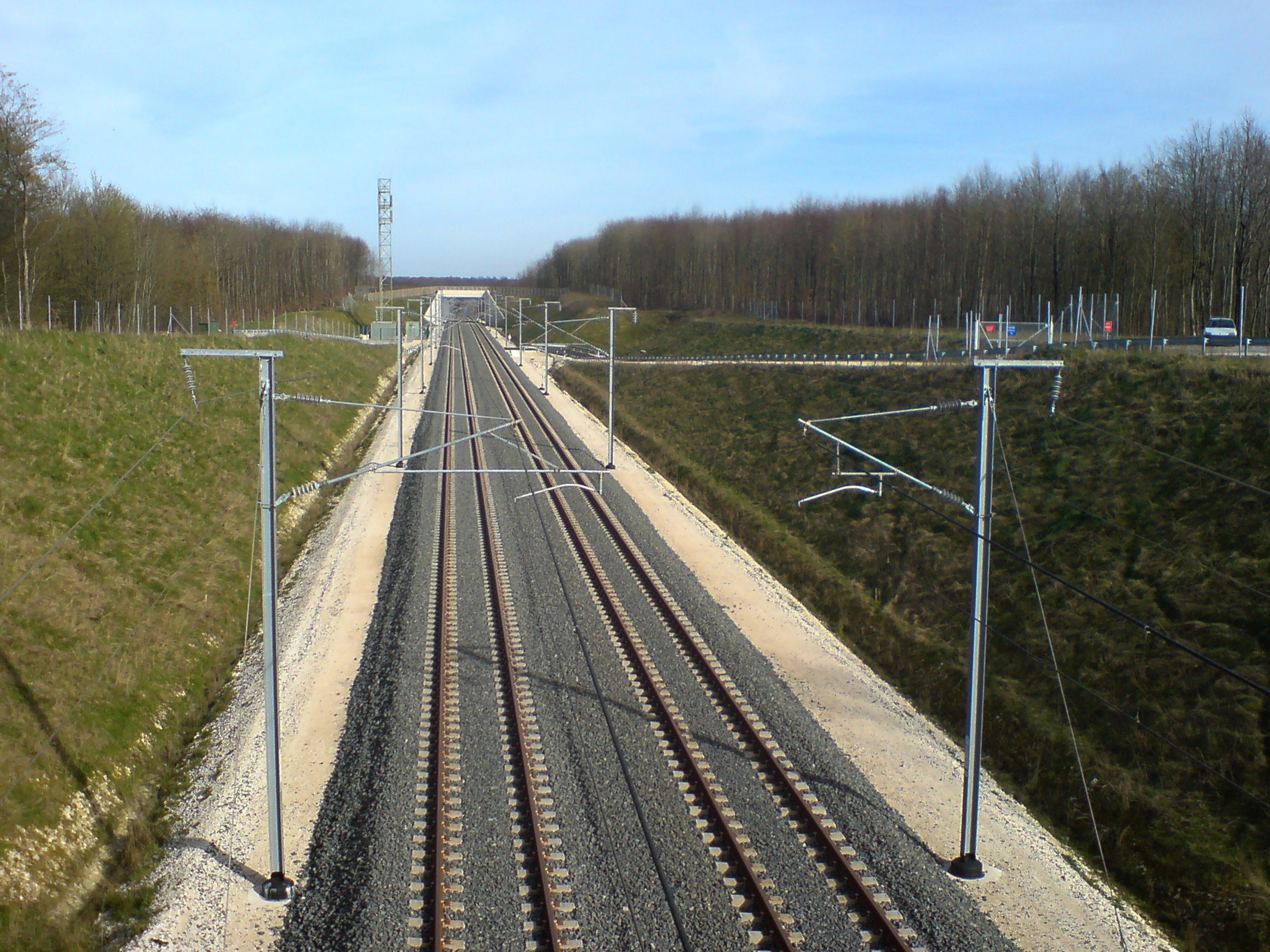
Die Streckengleise beim Streckenkilometer 217

#### Reims–Baudrecourt
Die Trasse folgt nun dem Tal der Vesle, und bei Saint-Hilaire-au-Temple gibt es einen kreuzungsfreien Abzweig zur Strecke nach Châlons-en-Champagne. Diese ist im Zuge der LGV-Bauarbeiten elektrifiziert worden. Der nächste Bahnhof ist Meuse TGV bei Les Trois-Domaines. Seine Aufgabe ist die Bedienung der ländlichen Region des Départements Meuse; er liegt auf halbem Weg zwischen den Städten Verdun und Bar-le-Duc an der Nationalstraße 35. Bei Vandières kreuzt die LGV Est européenne die Nord-Süd-Strecke Metz–Nancy und erhält zu dieser eine Verbindungskurve in beide Richtungen, so dass die Züge direkt nach Metz (und weiter nach Luxemburg) beziehungsweise nach Nancy (und weiter in die Vogesen) fahren können. Von Nancy aus wurden die bestehenden Strecken nach Remiremont und Saint-Dié elektrifiziert, damit dort ebenfalls TGV-Züge verkehren können.
Rund zehn Kilometer östlich des Moselviadukts entstand in der Gemeinde Louvigny der Bahnhof Lorraine TGV. In Zukunft soll der noch zu errichtende Bahnhof Lorraine (Vandières), mit direkter Anbindung an die hier in Nord-Süd-Richtung verlaufende Strecke Metz–Nancy, den etwa zehn Kilometer östlich an der Autobahn 31 und in der Nähe des Flughafens Metz liegenden Bahnhof Lorraine (Louvigny) ersetzen. Die Eröffnung soll frühestens 2018[veraltet] stattfinden.

Der zweite Bauabschnitt der Strecke (gepunktet) schließt sich in östlicher Richtung an die bestehende Strecke (rote Linie) an.

Etwas weiter östlich endete bis zur Vollendung des zweiten Bauabschnitts die Hochgeschwindigkeitsstrecke vorläufig bei Baudrecourt und wird an die Bahnstrecke Réding–Metz-Ville angebunden. Über ein Überwerfungsbauwerk wechseln die Züge von dem im französischen Netz allgemein praktizierten Linksverkehr auf den im Elsass und im Département Moselle üblichen Rechtsverkehr. Kurz davor zweigt eine eingleisige Verbindungsstrecke für den Nordzweig der POS in Richtung Frankfurt ab, der in der Nähe von Rémilly zwischen Aubécourt und Herny in die Linie Metz–Forbach–Saarbrücken einmündet.

### Bahnhöfe
Die Unterwegsbahnhöfe an LGV weisen üblicherweise jeweils zwei außenliegende Bahnsteiggleise für haltende Züge und zwei innenliegende Gleise für durchfahrende Züge auf. Unter den drei neuen Zwischenbahnhöfen Champagne-Ardenne TGV, Meuse TGV und Lorraine TGV verfügt der erste auch noch über zwei separate Gleise für den Regionalverkehr. Östlich des Bahnhofs laufen sie parallel zur LGV und vereinigen sich schließlich mit dem am Raccordement des Trois-Puits abzweigenden Gleis in Richtung Reims.
Meuse TGV steht sozusagen „auf der grünen Wiese“; er hat keinen Anschluss an bestehende Eisenbahnstrecken erhalten und ist nur über Straßen erreichbar. Der Vorteil dieses Konzepts ist, dass die Strecke einer Ideallinie folgen kann und die Geschwindigkeit nicht durch Fahrt durch städtisches Gebiet reduziert wird. Nachteilig ist, dass man zum Erreichen der Innenstädte in Pendelbusse umsteigen muss. Deshalb sollen Direktzüge aus und in Richtung Paris auch weiterhin die bisherigen Bahnhöfe bedienen, während am neuen Bahnhof hauptsächlich Züge nach Nord-, West- und Südfrankreich halten werden, die Paris umfahren.
Sehr umstritten war der Bau des Bahnhofs Lorraine TGV. Er entstand in der Gemeinde Louvigny in der Nachbarschaft des Regionalflughafens Metz-Nancy; er hätte höchstens fünf Jahre in Betrieb sein sollen. Bei den Regionalwahlen im März 2004 kam es in der Region Lothringen zu einem Machtwechsel. Der neue Regionalpräsident Jean-Pierre Masseret hatte im Wahlkampf versprochen, das Projekt eines Bahnhofs bei Vandières (ca. 10 km westlich davon) wiederzubeleben. Dieser hat den Vorteil, dass er direkt über der Bahnstrecke Metz–Nancy liegt. Nachdem die Region die Finanzierung sicherstellte, gab der Verkehrsminister am 23. März 2005 grünes Licht. Anschließend wurde die Strecke an der entsprechenden Stelle so weit vorbereitet, dass nachträglich problemlos ein Bahnhof hinzugefügt werden kann. Stand 2017 ist das Projekt faktisch eingestellt, nachdem eine Volksbefragung 2015 ablehnend ausfiel.
Das Konzept der Bahnhöfe außerhalb der Städte war in Frankreich nicht neu, sondern wurde bereits auf früher gebauten Hochgeschwindigkeitsstrecken verwirklicht. Beispiele dafür sind Le Creusot TGV auf der LGV Sud-Est, Massy-TGV auf der LGV Atlantique, TGV Haute-Picardie auf der LGV Nord und Avignon TGV auf der LGV Méditerranée. Solche Bahnhöfe werden im Volksmund auch als Gare de betteraves (wörtlich „Rübenbahnhof“) bezeichnet.
In Vorbereitung auf die Inbetriebnahme der Strecke wurde der Gare de l’Est modernisiert und umgebaut. Während zuvor die Bahnsteighalle nach ankommenden Zügen (im Ostteil) und abfahrenden Zügen (im Westteil) geordnet war, gliedert sich die Station seit Wiederinbetriebnahme in internationale Züge sowie Züge in und aus Richtung Metz und Straßburg im Westteil, Regionalverkehr in der Mitte und Züge in und aus Richtung Champagne-Ardenne und Südlothringen (Nancy und Vogesen) im Ostteil.

### Anschlüsse
Bei Baudrecourt bestehen Abzweige auf die modernisierten Altstrecken in Richtung Saarbrücken („Forbacher Bahn“) und in Richtung Straßburg (Bahnstrecke Réding–Metz-Ville). Bis die Verlängerung der LGV Est européenne zu ihrem Endpunkt bei Vendenheim am 3. Juli 2016 in Betrieb ging, stellte die Abzweigstelle Baudrecourt vorübergehend das östliche Streckenende dar. Der Abzweig zur Forbacher Bahn ist eingleisig, der Abzweig zur Strecke Metz–Réding zweigleisig. In letzteren ist ein Überwerfungsbauwerk integriert, um den kreuzungsfreien Wechsel zwischen dem elsässischen Rechtsbetrieb und dem Linksbetrieb auf der LGV Est européenne und dem weiter westlich gelegenen französischen Netz zu ermöglichen.
Die LGV Est européenne endet bei Vendenheim, nördlich von Straßburg, wo sie an das Bestandsnetz angeschlossen ist. In diese Überleitung ist erneut ein Überwerfungsbauwerk integriert, um den kreuzungsfreien Wechsel zwischen dem elsässischen Rechtsbetrieb und dem Linksbetrieb auf der LGV Est européenne zu ermöglichen.
Die Fortsetzung der LGV Est européenne in Richtung Deutschland erfolgt jenseits des Straßburger Hauptbahnhofs auf der 2010 in Betrieb genommenen zweigleisigen Rheinbrücke Kehl. Dort trifft die Verbindung in Appenweier auf die Rheintalbahn.

### Zweiter Bauabschnitt

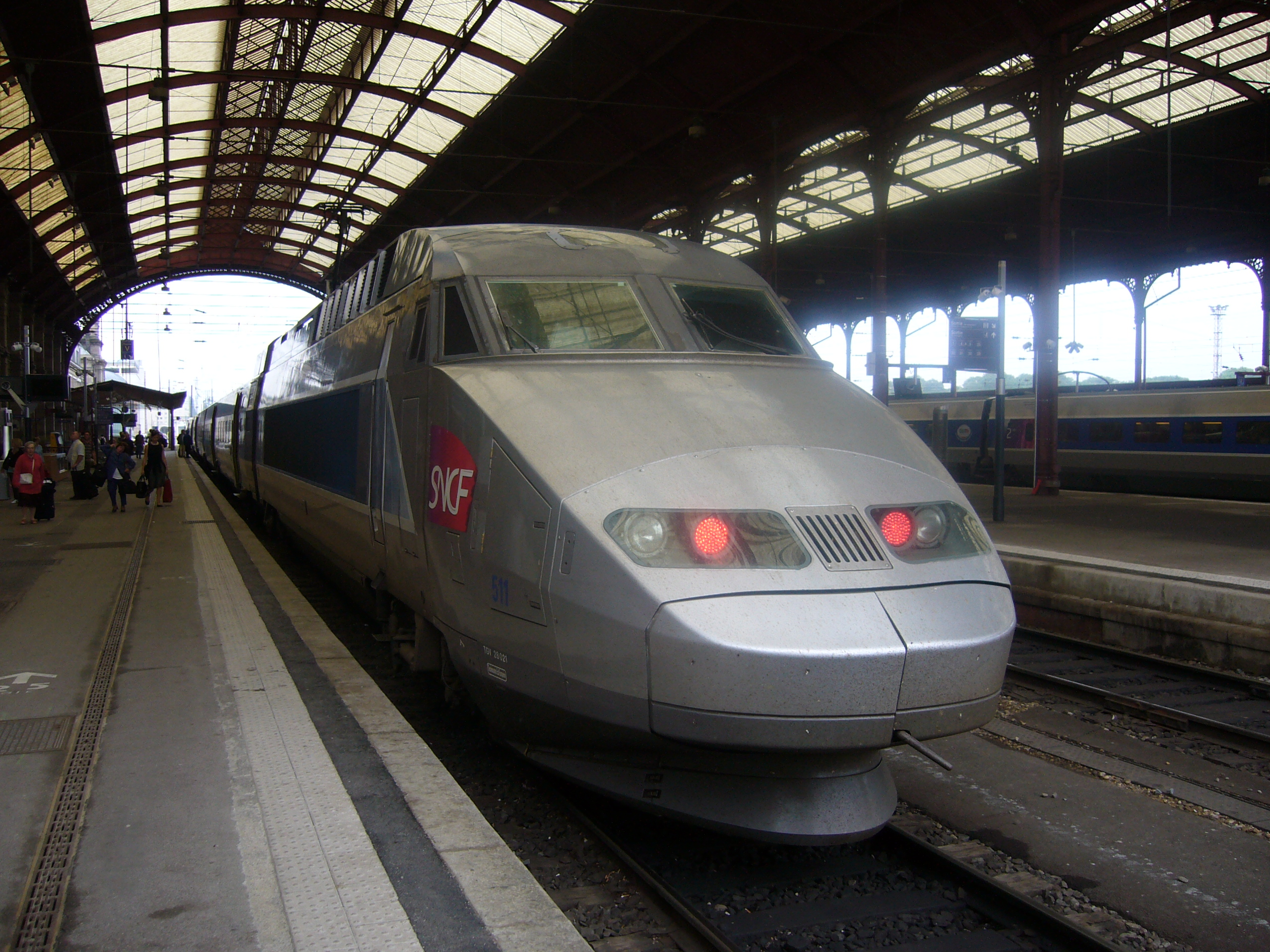
TGV im Bahnhof Straßburg

Der zweite Abschnitt der Neubaustrecke zwischen Baudrecourt und Vendenheim (nördlich von Straßburg) ist etwa 106 Kilometer lang. Die Fahrzeiten zwischen Paris und Straßburg verkürzte er um weitere 30 Minuten auf etwa 1:50 Stunden.
Bevor der zweite Bauabschnitt der Strecke am 3. Juli 2016 in Betrieb ging, verkehrten auch die TGV östlich des vorläufigen Streckenendes in Baudrecourt über die Strecken des Bestandsnetzes, die auf eine zulässige Höchstgeschwindigkeit von 160 km/h ertüchtigt worden waren. Um den zusätzlichen Verkehr der LGV aufzunehmen, erhielten sie auch ein neues Signalsystem und zusätzliche Überleitstellen.

#### Finanzierung
Die Baukosten von 2,01 Milliarden Euro für diesen Abschnitt trugen zu
- 33,8 % der französische Staat,
- 25,8 % die Anlieger-Regionen[Anm. 2],
- 26,5 % die damalige französische Eisenbahninfrastruktur-Behörde Réseau ferré de France (RFF),
- 5,9 % die Europäische Union und
- 2 % das Großherzogtum Luxemburg.
- 6 % waren Restmittel des ersten Bauabschnitts.

Am 1. September 2009 wurde die Finanzierungsvereinbarung für den Bau des zweiten Abschnitts unterzeichnet.

#### Umsetzung
Ab Januar 2007 wurde mit der Planung begonnen. Die Fertigstellung war damals für 2014 angestrebt. Im März 2007 kündigte die RFF an, den zweiten Bauabschnitt im Jahr 2009 zu beginnen. Bereits im April 2008 begannen vorbereitende Erdarbeiten. Dazu zählten auch archäologische Rettungsgrabungen entlang der Trasse. Diese kosteten rund 2,8 Millionen Euro und zogen sich bis ins Jahr 2009 hin.
Die ersten Arbeiten wurden im März 2010 vergeben und begannen im August 2010, der erste Spatenstich für den zweiten Bauabschnitt erfolgte schließlich am 18. November 2010 bei Steinbourg. Am 19. Juni 2012 fand der Durchschlag der ersten Röhre des 4020 m langen Tunnel de Saverne statt, am 25. Februar 2013 wurde die zweite Röhre durchgeschlagen. Am 31. März 2015 wurde die letzte Schiene des Streckenabschnitts verschweißt. Die Eröffnung war damals für den 3. April 2016 geplant.

#### Verlauf
Der zweite Bauabschnitt beginnt mit einer Gleisverbindung sowohl zur Forbacher Bahn von und nach Saarbrücken als auch zur Bahnstrecke Réding–Metz-Ville, etwa bei Streckenkilometer 300 des ersten Bauabschnitts. Die LGV verläuft in südöstlicher Richtung in etwa parallel zu dieser Strecke, zu der etwas weiter östlich eine weitere Verbindung besteht, die Fahrten in der Relation Straßburg–Metz erlaubt. Die LGV überquert nördlich von Réding diese Strecke Réding–Metz, ohne dass hier eine Gleisverbindung besteht. Bei Kilometer 360 entstand eine Verknüpfung zur Bahnstrecke Réding–Diemeringen, die Fahrten Nancy–Straßburg ermöglicht. Die Vogesen unterquert die Trasse mit dem 4020 m langen Tunnel de Saverne. Die Bahnstrecke Paris–Strasbourg wird zwei Mal überquert, das erste Mal ohne Gleisverbindung, die zweite Querung erfolgt nach einem großen Gleisbogen unmittelbar vor der Einleitung der LGV Est européen in die Bahnstrecke Vendenheim–Wissembourg. Hier befindet sich auch das Überwerfungsbauwerk, das den kreuzungsfreien Übergang zwischen dem Linksbetrieb auf der LGV-Strecke und dem elsässischen Rechtsbetrieb ermöglicht. Die Strecke Wissembourg–Vendenheim wiederum mündet unmittelbar folgend in die Strecke Paris–Strasbourg. Der Gleisbogen, mit dem die Strecke hier nach Süden schwenkt, ist für einen weiterer Bauabschnitt ausgelegt, der eine Weiterführung über den Rhein nach Deutschland ermöglicht.

#### Inbetriebnahme
Nach einem schweren Eisenbahnunfall bei einer Hochtastfahrt (Eisenbahnunfall von Eckwersheim) am 15. November 2015 wurde die ursprünglich für April 2016 vorgesehene Inbetriebnahme auf den 3. Juli 2016 verschoben.

### Ausbaustrecken in Deutschland

#### Rahmenplanung
Auf deutscher Seite werden die Strecke Saarbrücken–Ludwigshafen am Rhein (POS Nord, 128 km) und der Streckenabschnitt Kehl–Appenweier (POS Süd, 14 km) schrittweise für 200 km/h ertüchtigt.
Im Investitionsrahmenplan bis 2010 für die Verkehrsinfrastruktur des Bundes waren Investitionen in Höhe von 502 Millionen Euro für die Ausbaumaßnahmen vorgesehen (Preisstand: 2006). Bis 2005 wurden davon insgesamt 191,2 Millionen Euro aufgewendet. Zwischen 2006 und 2010 sollten Bundesmittel in Höhe von 146,5 Millionen Euro investiert werden. Über diesen Zeitraum hinaus bestand ein Finanzierungsbedarf in Höhe von 164,3 Millionen Euro (Bundesmittel ab 2011, Eigenmittel DB AG und Beiträge Dritter ab 2006).

#### POS Nord
Die 128,2 Kilometer lange Strecke wurde abschnittsweise für eine Höchstgeschwindigkeit von 200 km/h ertüchtigt. Verschiedene umfangreiche Neu- und Ausbauvarianten wurden verworfen. Der Einbau von ETCS soll nach derzeitigen Planungen bis Ende 2025 erfolgen, danach sind Geschwindigkeiten von mehr als 160 km/h auf der Strecke möglich.

#### POS Süd
Die Bahnstrecke Appenweier–Strasbourg wird für eine Höchstgeschwindigkeit von 200 km/h ertüchtigt. Dabei wurde in Kehl eine neue Rheinbrücke gebaut, die zum Fahrplanwechsel im Dezember 2010 in Betrieb ging. Die Gesamtinvestitionen des Abschnitts Neue Rheinbrücke bis Bahnhof Kehl betrugen 62,7 Millionen Euro.
Eine Anbindung über die Rheinbrücke Wintersdorf würde, unter Umgehung von Straßburg, Fahrzeitverkürzungen von bis zu einer Stunde ermöglichen und wurde vom Land Baden-Württemberg zur Aufnahme in den Bundesverkehrswegeplan 2015 angemeldet. Im BVWP 2030 ist die Rheinbrücke Wintersdorf allerdings nicht enthalten.

### Trassierung und technische Ausrüstung

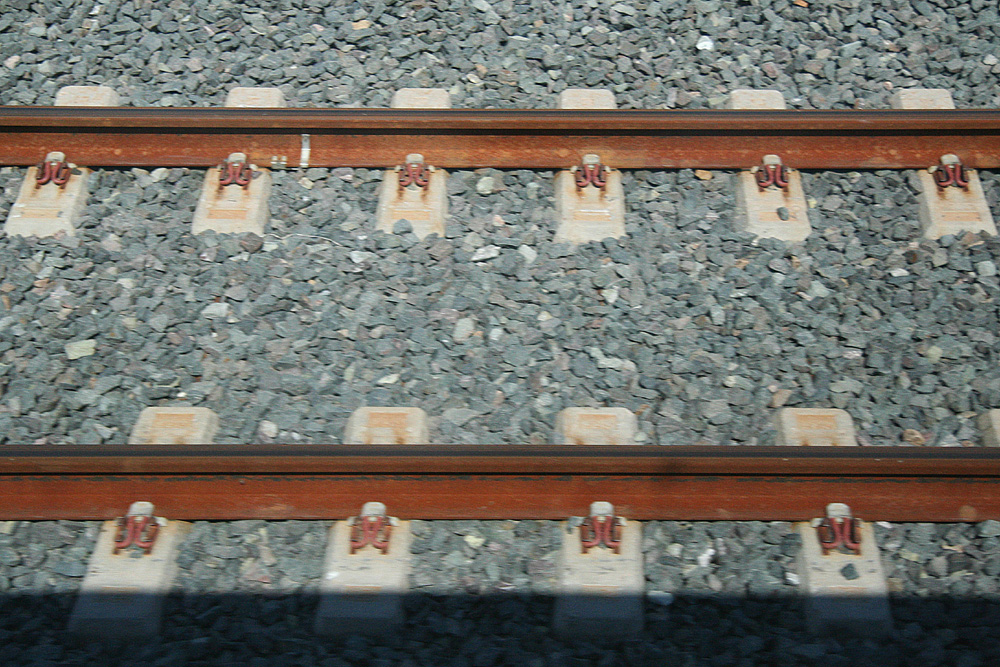
Der Schotteroberbau der LGV Est européenne

Die 406,015 Kilometer lange Strecke weist Steigungen von bis zu 35 ‰ auf. Der Mindestkurvenradius liegt bei 7143 Metern (mit Ausnahmen von 5556 Metern). Die Entwurfsgeschwindigkeit liegt bei 350 km/h, im kommerziellen Regelbetrieb bei bis zu 320 km/h. Insgesamt wurden eine Million Schwellen (1666 pro km) auf insgesamt rund drei Millionen Tonnen Schotter verlegt, um 1300 Kilometer Schienen aufzunehmen. Diese weisen das Profil UIC 60 (60 kg/m) auf, wurden in Stücken zu 80 Meter gefertigt und in 400-Meter-Stücken verschweißt.
Die Strecke wird durch die fünf Unterwerke Penchard (400 kV), Vézilly, Cuperly, Trois-Domaines und Le Rêle (je 225 kV); gespeist. Es wurden 12.000 Oberleitungsmasten im Abstand von je 58 Metern installiert. Als Zugfunk-System kommt GSM-R zum Einsatz (65 Sendemasten). Die Stellwerksart auf der Strecke ist SEI, und als Zugsicherungssysteme werden TVM 430 sowie ETCS Level 2 gemäß ERTMS verwendet. In Pagny-sur-Moselle, in unmittelbarer Nachbarschaft zu den Abzweigen in Richtung Metz und Nancy, befindet sich das Kontrollzentrum, von dem aus die gesamte Strecke überwacht und die Stromversorgung gesteuert wird. Auf der Strecke liegen 15 Phasentrennstellen. Bereits am 14. Mai 2004 hatten DB und der französische Infrastrukturbetreiber RFF eine Absichtserklärung über die Ausrüstung des Korridors Paris – Frankfurt, einschließlich der LGV Est, mit ERTMS und ETCS unterzeichnet.
Der Gleismittenabstand in dem für 320 km/h ausgelegten Abschnitt beträgt 4,80 m. Die Überleitstellen und Abzweigungen sind für hohe Geschwindigkeiten (170 km/h im Abzweig) ausgelegt (Weichenneigung 1:46), am Abzweig zur LGV Interconnexion Est Richtung Süden wurden Weichen mit einer Neigung 1:65 eingesetzt (230 km/h im Abzweig). Die Überleitstellen Chauconin, Beuvardes und Tilloy et Bellay sind mit Betriebsgleisen ausgerüstet. An der Überleitstelle Chauconin wurde, erstmals auf einer französischen Hochgeschwindigkeitsstrecke, eine Feste Fahrbahn (Diese war zwischen 2007 und 2014 an den jeweiligen Anfängen/Enden mit maximal 230 km/h befahren worden, um Fehler an den Übergängen von Fester Fahrbahn zu Schotteroberbau zu vermeiden.) eingerichtet. An den Überleitstellen Beuvardes und Villers-en-Argonne sollen, etwa 20 Jahre nach der Inbetriebnahme, Betriebsbahnhöfe zur Überarbeitung des Oberbaus entstehen.
Auf der Strecke ist die Wirbelstrombremse des ICE 3 für Betriebsbremsungen zugelassen.
Der erste Zug über die LGV muss nach den nächtlichen Stopfarbeiten, die während der Betriebsruhe der LGV stattfinden, mit verminderter Geschwindigkeit fahren um auf Auffälligkeiten zu prüfen, die nun nachfolgenden Züge haben bei keiner Auffälligkeit wieder eine unbeschränkte Höchstgeschwindigkeit.

## Geschichte

### Planung
In den Jahren 1985 und 1986 erarbeitete eine deutsch-französische Arbeitsgruppe sechs Varianten für die Linienführung der LGV Est européenne und der zuführenden Strecken aus Deutschland. Insgesamt wurden sechs Trassenvarianten einer Neubaustrecke zwischen Paris und Ostfrankreich untersucht, die im Raum zwischen Forbach und Saarbrücken beziehungsweise Kehl mit Neu- beziehungsweise Ausbaustrecken auf deutscher Seite verknüpft werden sollten. Zwischen Paris und Frankfurt beziehungsweise Stuttgart wurde, je nach Variante, mit Reisezeitenverkürzungen von etwa sieben auf bis zu etwa dreieinhalb Stunden gerechnet. Auf dem deutsch-französischen Gipfel im April 1989 befassten sich die Regierungen beider Länder mit den Untersuchungsergebnissen.
Im Mai 1992 wurde beim deutsch-französischen Gipfeltreffen in La Rochelle eine Absichtserklärung zum Bau der LGV unterzeichnet.
Am 10. Februar 1993 traf das Französische Regierungskomitee für Raumplanung unter dem Vorsitz von Premierminister Pierre Bérégovoy die Entscheidung, die geplante Strecke vorerst nicht bis Straßburg, sondern bis Baudrécourt (Département Moselle) zu führen. Durch die Verkürzung konnte eine von der französischen Regierung gesetzte Kostenobergrenze von 20 Milliarden Francs eingehalten werden; die Gesamtstrecke wurde mit rund 25 Milliarden Francs veranschlagt. Zu diesem Zeitpunkt war vorgesehen, die Strecke bis Baudrecourt im Jahr 2000 fertigzustellen.
Am 9. und 10. Dezember 1994 erklärte der Europäische Rat bei seinem Gipfel in Essen die LGV Est européenne zum vordringlichen Projekt. Am 14. Mai 1996 bekam das Vorhaben das décret d’utilité publique (DUP), das etwa dem deutschen Planfeststellungsbeschluss entspricht.
Ende 1998 liefen Untersuchungen, ob der erste Bauabschnitt der Strecke über Vandières hinaus bis nach Baudrecourt verlängert werden könne.
Am 7. November 2000 unterzeichneten Vertreter des Staates, von RFF, der SNCF und der 17 betroffenen Gebietskörperschaften eine Finanzierungsvereinbarung zum Bau des ersten Abschnitts zwischen Vaires-sur-Marne und Baudrecourt.

### Finanzierung
Die LGV Est européenne ist die erste französische Schnellfahrstrecke, die von einer Vielzahl von Geldgebern und nicht vom Staat alleine finanziert wird.
Im November 1997 wurde beschlossen, die LGV Rhin-Rhône und die LGV Est parallel zu realisieren. Am 4. Februar 1998 beschloss die französische Regierung, acht Millionen Franc für den ersten Teilabschnitt zwischen Vaires und Vandières bereitzustellen; bei der LGV Rhin-Rhône sollten dagegen zunächst Vorstudien fortgeführt werden. Der Baubeginn der LGV Est war dabei für Ende 1999 geplant. Am 29. Januar 1999 wurde eine Vereinbarung über die Finanzierung und Linienführung der LGV Est zwischen Vaires-sur-Marne (bei Paris) und Baudrecourt abgeschlossen. Die Gesamtkosten wurden damit mit 20,8 Milliarden Franc angegeben. Davon übernahm der französische Staat acht Milliarden und die beteiligten Gebietskörperschaften zwei Milliarden. Die Inbetriebnahme war für 2006 geplant.
Die Finanzvereinbarung wurde am 7. November 2000 unterzeichnet. Die Baukosten (Preisstand: Juni 1997) belaufen sich auf insgesamt 3125,20 Millionen Euro. Davon entfallen 1219,59 Millionen Euro auf den französischen Staat, 682,82 Millionen Euro auf den Netzbetreiber Réseau ferré de France (RFF), 320,14 Millionen Euro auf die Europäische Union, 117,39 Millionen Euro auf das Großherzogtum Luxemburg und 48,94 Millionen Euro auf die SNCF.
736,32 Millionen Euro wurden wie folgt von Regionen, Départements, Gemeindeverbänden und Städten übernommen:
- Region Île-de-France: 76,22 Millionen Euro
- Champagne-Ardenne total: 124,24 Millionen Euro
  - Region Champagne-Ardenne: 42,08 Millionen Euro
  - Stadt Reims: 45,73 Millionen Euro
  - Gemeindeverband Reims: 3,96 Millionen Euro
  - Département Ardennes: 7,62 Millionen Euro
  - Département Marne: 24,85 Millionen Euro
- Lothringen total: 253,83 Millionen Euro
  - Region Lothringen: 203,06 Millionen Euro
  - Département Meuse: 4,12 Millionen Euro
  - Département Meurthe-et-Moselle: 15,70 Millionen Euro
  - Département Moselle: 22,41 Millionen Euro
  - Département Vosges: 8,54 Millionen Euro
- Elsass total: 282,03 Millionen Euro
  - Region Elsass: 141,02 Millionen Euro
  - Département Bas-Rhin: 70,58 Millionen Euro
  - Gemeindeverband Straßburg: 35,37 Millionen Euro
  - Département Haut-Rhin: 24,39 Millionen Euro
  - Stadt Colmar: 3,66 Millionen Euro
  - Stadt Mülhausen: 7,01 Millionen Euro

### Bau
Am 28. Januar 2002 fand der erste Spatenstich bei Baudrecourt (Moselle) in Anwesenheit des damaligen Verkehrsministers Jean-Claude Gayssot statt. Am 19. Oktober 2004 verlegte der damalige Verkehrsminister Gilles de Robien das erste Gleis in Saint-Hilaire-au-Temple (Marne). Am 24. Oktober 2005 verkündete Verkehrsminister Dominique Perben den Abschluss der Trassierungsarbeiten. Am 8. Juni 2006 wurde die einmillionste Schwelle verlegt. Am 20. September 2006 verschweißte Premierminister Dominique de Villepin in Chauconin-Neufmontiers (Seine-et-Marne) symbolisch das letzte Gleis der Strecke. Am 18. Dezember 2006 nahm Verkehrsminister Dominique Perben an einer Testfahrt teil. Bei dieser Gelegenheit kündigte er ein Testprogramm mit sehr hohen Geschwindigkeiten für das Frühjahr 2007 an, bei dem auch der damalige Geschwindigkeitsweltrekord für Schienenfahrzeuge von 515,3 km/h überboten werden sollte. Am 24. Januar 2007 gab Verkehrsminister Dominique Perben insgesamt 96 Millionen Euro frei, die für Landkäufe und archäologische Arbeiten auf der Trasse des zweiten Bauabschnitts zwischen Baudrecourt und Vendenhein verwendet wurden.
Bauherr des Projekts war Réseau ferré de France (RFF), der Inhaber des französischen Schienennetzes. Die Strecke wurde in acht Baulose unterteilt, die von fünf verschiedenen Unternehmen realisiert werden. SNCF, ISL (Konsortium aus Ingérop, Sodéteg und LUXCONSULT), Scétauroute, Setec und Tractebel (Suez-Konzern). Seit der Reform des Schienenverkehrs im Jahr 1997 ist es das erste Mal, dass mehrere Unternehmen gemeinsam an einem Projekt beteiligt sind. Die Bauabteilung der SNCF (in Zusammenarbeit mit EEG Simecsol) konnte sich vier Baulose sichern (darunter eines der zweiten Etappe), was der Hälfte des Projekts entspricht. Die gesamte Infrastruktur im Bereich der Schienen, der Signalisation und der Elektrifizierung fällt in die Zuständigkeit von RFF.
Die Altstrecke gen Straßburg wurde im Großraum Paris zwischen Chelles-Gournay und dem Abzweig zur LGV in Vaires-sur-Marne durch die Errichtung zweier neuer Gleise durchgehend viergleisig ausgebaut; die Bahnhöfe Chelles und Vaires wurden dabei neu errichtet. Die Maßnahmen erlauben den Hochgeschwindigkeitszügen, bereits in Chenay-Gagny von 160 auf 220 km/h zu beschleunigen.

### Inbetriebnahme
Am 15. März 2007 wurde die Strecke offiziell eingeweiht. Innerhalb von drei Minuten wurden entlang der 300 Kilometer langen Strecke Feuerwerkskörper nacheinander gezündet. Bei einer Geschwindigkeit von 5400 km/h handelte es sich nach Angaben der Veranstalter um das schnellste Feuerwerk der Welt. Am 3. April 2007 stellte die modifizierte TGV-POS-Einheit 4402 mit 574,8 km/h einen neuen Geschwindigkeitsweltrekord für Schienenfahrzeuge auf (s. u.).
Am 25. Mai 2007 fanden die Premierenfahrten für den internationalen Verkehr statt. Dabei fuhren ein ICE 3 von Frankfurt nach Paris und ein TGV POS von Stuttgart nach Paris. An Bord befanden sich geladene Gäste, darunter der damalige Vorstandsvorsitzende der DB AG Hartmut Mehdorn, der in Paris den Vertrag für die künftige Betreibergesellschaft Alleo unterzeichnete. Am 10. Juni 2007 wurde der reguläre Betrieb auf der LGV Est européenne aufgenommen.

### Weltrekordfahrt am 3. April 2007

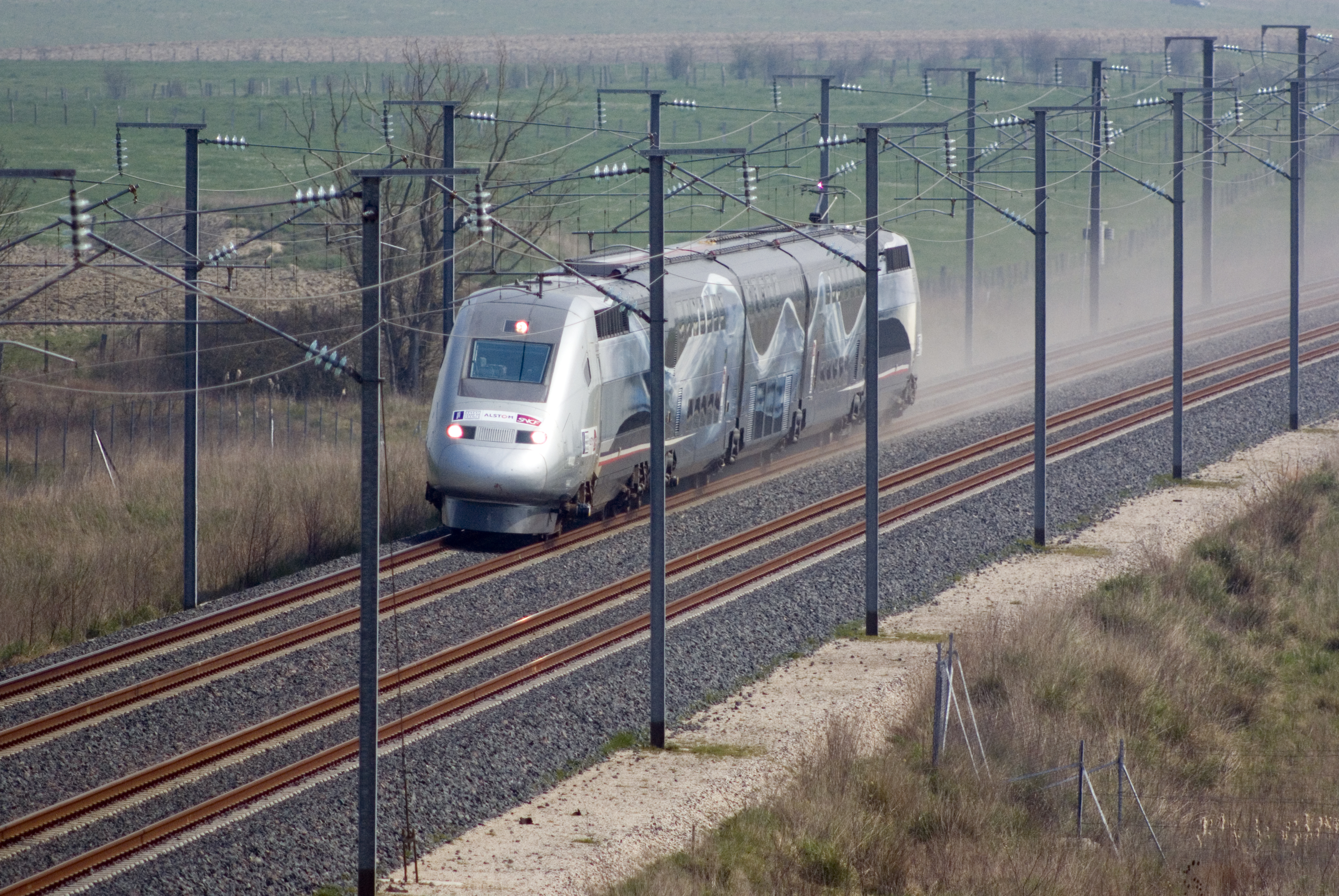
Der Zug während der Rekordfahrt, unterwegs mit rund 574 km/h

Am 3. April 2007 fand auf dem nördlichen Gleis der LGV Est européenne zwischen den Bahnhöfen Meuse TGV und Champagne-Ardenne TGV eine Weltrekordfahrt statt. Der speziell für die Rekordfahrt zusammengestellte Zug V150 erreichte eine Geschwindigkeit von 574,79 km/h.

## Betrieb

### Verkehre

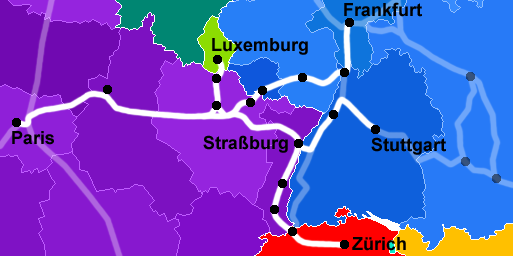
Hochgeschwindigkeitslinien zwischen Frankreich, Luxemburg, Deutschland und der Schweiz (2007)

Zwischen Paris und Strasbourg verkehren täglich 18 Zugpaare, davon vier weiter nach Colmar, zwei weiter nach Frankfurt, drei weiter nach Stuttgart und weitere zwei über Stuttgart nach München. Weitere Zugpaare verbinden Strasbourg mit Nordfrankreich, der Bretagne und mit Bordeaux.
Auf dem Nordast über Forbach und Saarbrücken verkehren täglich vier ICE-Zugpaare zwischen Paris Est und Frankfurt (Main).
Seit dem 10. Juni 2007 verkehren auf der Strecke Hochgeschwindigkeitszüge (10, ab 2008 19, TGV POS und fünf ICE 3 MF). Dabei werden täglich 100 TGV-Züge die Strecke nutzen. Auf dem französischen Abschnitt liegt die planmäßige Höchstgeschwindigkeit bei 320 km/h.
Die Zahl der täglichen Zugpaare zwischen Paris und Straßburg stieg mit Inbetriebnahme der LGV von 13 auf 16, drei Zugpaare täglich verkehrten weiter bis Stuttgart. Ab Dezember 2007 wurde diese Zahl auf vier erhöht, wobei ein Paar täglich weiter nach München verkehrt. Von den 16 Straßburg-TGVs verkehrten zudem sechs weiter nach Mülhausen, vier davon weiter nach Basel, drei nach Zürich.
Mit Inbetriebnahme der Strecke verkehrte täglich ein ICE-Zugpaar zwischen Paris und Frankfurt am Main, zwei weitere im Pendelverkehr zwischen Paris und Saarbrücken mit direkten Anschlüssen von und nach Frankfurt mit meist nicht frankreichtauglichen Zügen. Ab 9. Dezember 2007 sollten fünf ICE-Zugpaare direkt zwischen Frankfurt und Paris verkehren.

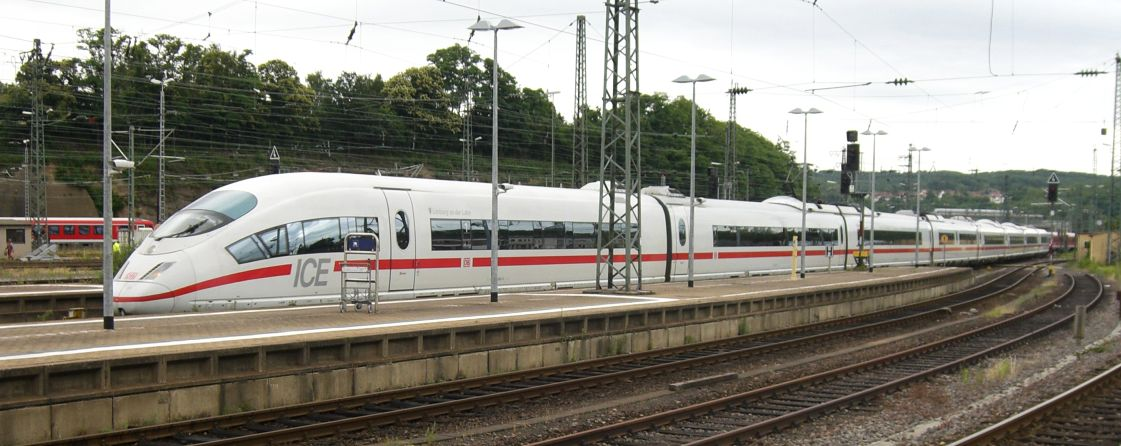
ICE Frankfurt–Paris bei der Einfahrt in den Hauptbahnhof Saarbrücken im Juni 2008

Der ICE ist der erste ausländische Hochgeschwindigkeitszug, der planmäßig nach Paris verkehrt. Die damals noch nicht abgeschlossene Auslieferung der mehrsystemfähigen TGV-POS-Einheiten (bis Juni 2007: sechs Einheiten) sowie der noch laufende Umbau der sechs ICE 3 MF für Frankreich standen zur Inbetriebnahme der Strecke einem umfassenderen Zugangebot entgegen. Sieben Triebfahrzeugführer der Deutschen Bahn hatten bis zur Betriebsaufnahme die Fahrberechtigung für den Frankreich-Verkehr erworben.

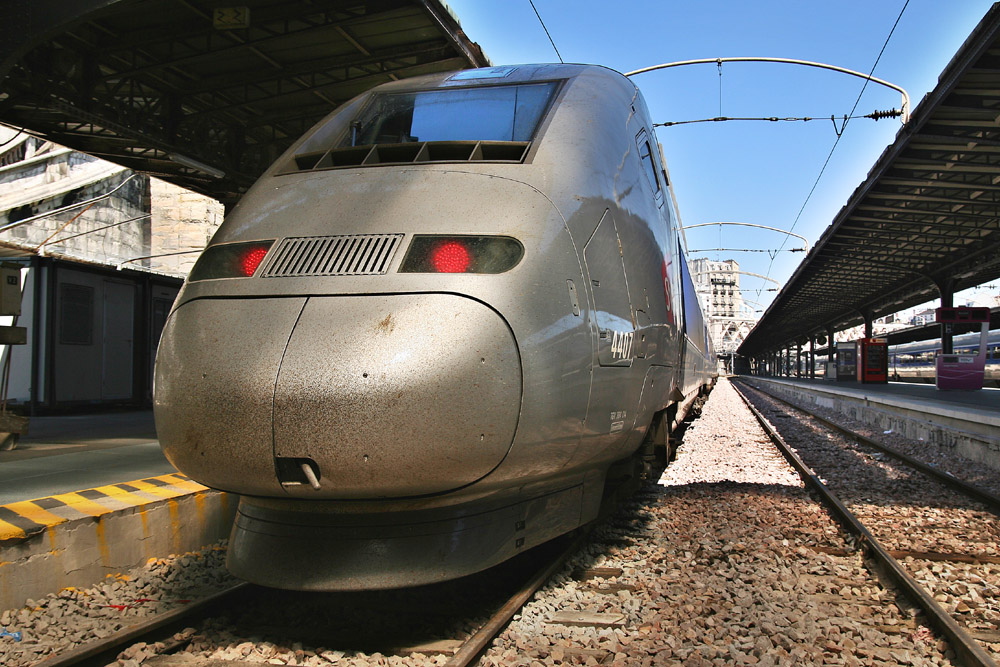
TGV POS in Paris Gare de l’Est

Im innerfranzösischen Verkehr sind die Relationen „Paris–Province“ und „Province–Province“ beziehungsweise „intersecteur“ zu unterscheiden. Auf der Relation Paris–Province fahrende Züge beginnen beziehungsweise enden in Paris Est und fahren zumeist direkt in die bestehenden Bahnhöfe der verschiedenen Städte. Im Gegensatz dazu umfahren Züge der Relation Province–Province die Stadt Paris und fahren von der LGV Est européenne über eine Verbindungskurve auf die TGV-Umgehungsstrecke Ost in Richtung Norden, das heißt zum Flughafen Roissy und nach Lille (LGV Nord) beziehungsweise nach Süden über den südlich von Paris gelegenen Bahnhof Massy-TGV in Richtung Rennes, Nantes und Bordeaux (LGV Atlantique). Diese Züge bedienen auf der LGV Est européenne die neuen Unterwegsbahnhöfe Champagne-Ardenne TGV, Meuse TGV und Lorraine TGV.

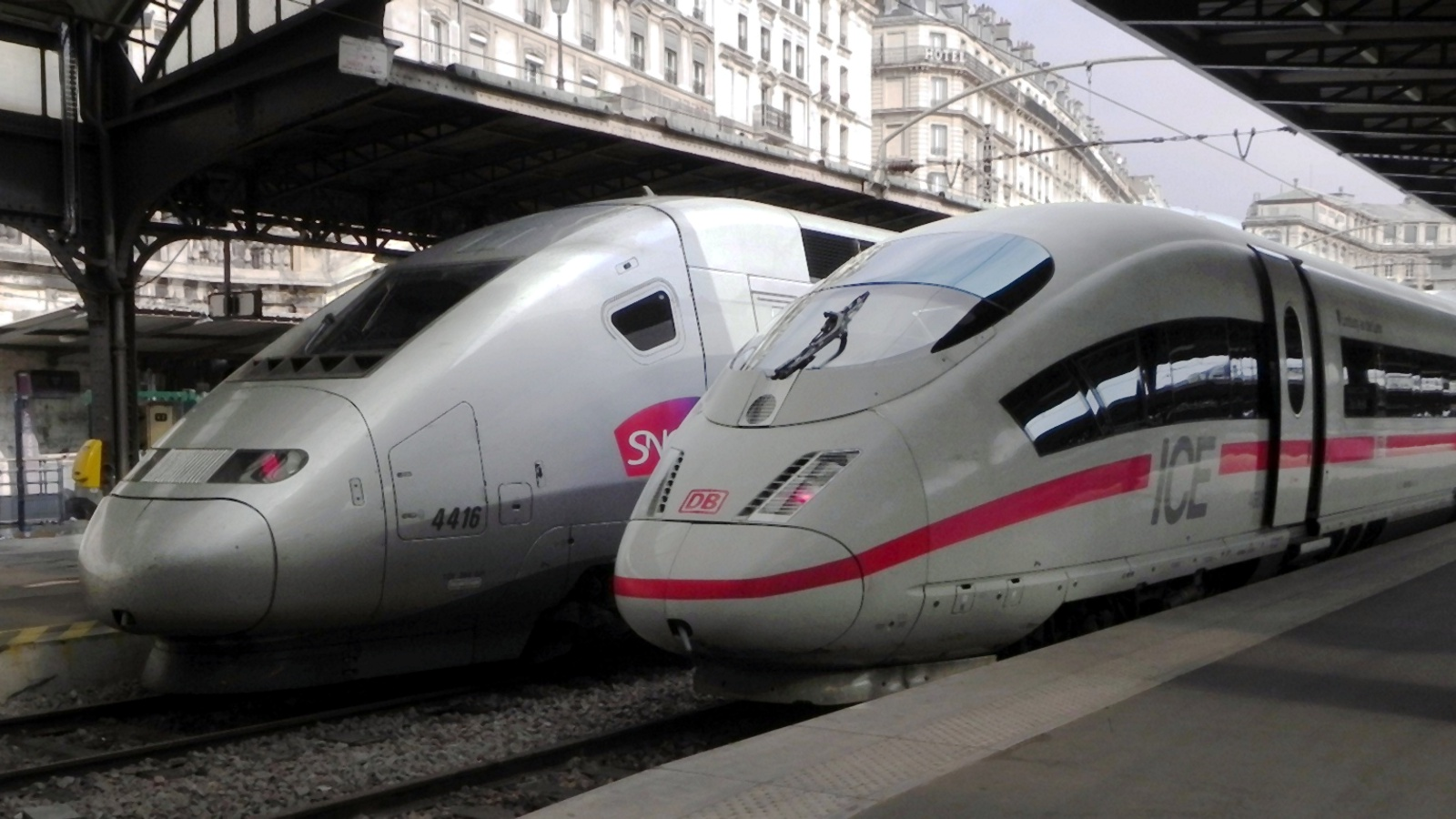
TGV und ICE in Paris Gare de l’Est

Im deutsch-französischen Verkehr wird Paris Est über den sogenannten Nordast (POS Nord) mit Frankfurt am Main über Saarbrücken und Mannheim verbunden. Auf dem Südast (POS Süd) wird Stuttgart über Straßburg und Karlsruhe angebunden. Seit Dezember 2007 fährt täglich ein Zugpaar weiter bis München.
Geplant wurden die internationalen Verbindungen zwischen Frankreich und Deutschland durch das Konsortium Alleo (vormals Rhealys), einem Gemeinschaftsunternehmen von Deutscher Bahn und SNCF. Die Züge sind mit deutsch-französischen Teams besetzt, deren Mitglieder in den Uniformen der jeweiligen Bahngesellschaft gekleidet sind (die der DB passen sich mit einer Uniformmütze ihren französischen Kollegen an). Zugführer auf einem ICE der DB kann dabei durchaus ein Schaffner der SNCF sein, so wie auch Lokführer beider Bahnen die Züge der jeweils anderen Bahngesellschaft fahren können.
Entsprechend den Regelungen in Frankreich herrscht auch im ICE Reservierungspflicht auf französischem Gebiet bis zum jeweils ersten Bahnhof in Deutschland, danach können die Züge in Deutschland ohne Reservierung genutzt werden. Der Am-Platz-Service mit Kaffee wird – nach Protest französischer Gewerkschaften – ausschließlich von deutschen Zugbegleitern durchgeführt. Die französischen Zugbegleiter können allerdings deutsche Online-Tickets nicht auf Gültigkeit überprüfen, weil sie das dazu nötige Gerät nicht mitführen.
Weitere internationale Verbindungen führten in die Schweiz beziehungsweise führen nach Luxemburg. So fahren TGVs zwischen Paris und Luxemburg sowie fuhren zwischen Paris und Basel (–Zürich). Die TGV-Verbindung Basel–Straßburg–Paris hatte dabei die traditionelle (kürzere, aber nur langsamer befahrbare) Strecke über Belfort, Troyes und Vesoul ersetzt. Seit dem Fahrplanwechsel im Dezember 2011 verkehren die TGV nach Mulhouse und der Schweiz über die LGV Rhin-Rhône; durch diese verkürzte sich die Fahrzeit um eine halbe Stunde.
Seit Dezember 2024 wird ein tägliches ICE-Zugpaar zwischen Berlin und Frankfurt über die Strecke geführt.

### Fahrzeiten
| \| \| 0:00 \| Paris Gare de l’Est \| Paris Gare de l’Est \| \| \| \| \| \| \| \| 0:39 \| Gare de Champagne-Ardenne TGV \| Gare de Champagne-Ardenne TGV \| \| \| 0:46 \| Gare de Reims \| Gare de Reims \| \| \| 1:03 \| Châlons-en-Champagne \| Châlons-en-Champagne \| \| \| 1:10 \| Rethel \| Rethel \| \| \| 1:23 \| Vitry-le-François \| Vitry-le-François \| \| \| 1:40 \| Charleville-Mézières \| Charleville-Mézières \| \| \| 1:51 \| Bar-le-Duc \| Bar-le-Duc \| \| \| 2:06 \| Sedan \| Sedan \| \| \| \| \| \| \| \| 0:59 \| Gare de Meuse TGV \| Gare de Meuse TGV \| \| \| 1:14 \| Gare de Lorraine TGV \| Gare de Lorraine TGV \| \| \| 1:23 \| Metz \| Metz \| \| \| 1:30 \| Nancy \| Nancy \| \| \| 1:39 \| Forbach \| Forbach \| \| \| 1:47 \| Thionville \| Thionville \| \| \| 1:47 \| Saarbrücken Hbf \| Saarbrücken Hbf \| \| \| 2:00 \| Lunéville \| Lunéville \| \| \| 2:13 \| Luxemburg \| Luxemburg \| \| \| \| \| \| \| \| 2:12 \| Sarrebourg \| Sarrebourg \| \| \| 2:16 \| Épinal \| Épinal \| \| \| 2:29 \| Saverne \| Saverne \| \| \| \| \| \| \| \| 1:46 \| Bahnhof Straßburg \| Bahnhof Straßburg \| \| \| 2:25 \| Kaiserslautern Hbf \| Kaiserslautern Hbf \| \| \| 2:31 \| Saint-Dié-des-Vosges \| Saint-Dié-des-Vosges \| \| \| 2:40 \| Remiremont \| Remiremont \| \| \| 2:30 \| Karlsruhe Hbf \| Karlsruhe Hbf \| \| \| \| \| \| \| \| 2:58 \| Mannheim Hbf \| Mannheim Hbf \| \| \| 3:09 \| Stuttgart Hbf \| Stuttgart Hbf \| \| \| 3:38 \| Frankfurt am Main Hbf \| Frankfurt am Main Hbf \| \| \| 4:12 \| Ulm Hbf \| Ulm Hbf \| \| \| 5:05 \| Augsburg Hbf \| Augsburg Hbf \| \| \| 5:34 \| München Hbf \| München Hbf \| |      |                               |                               |
| Kopfbahnhof Streckenanfang | 0:00 | Paris Gare de l’Est           | Paris Gare de l’Est           |
| Strecke von links · Abzweig geradeaus und nach rechts |      |                               |                               |
| Haltepunkt / Haltestelle · Abzweig geradeaus und nach links · Strecke von rechts | 0:39 | Gare de Champagne-Ardenne TGV | Gare de Champagne-Ardenne TGV |
| Strecke · Strecke · Haltepunkt / Haltestelle | 0:46 | Gare de Reims                 | Gare de Reims                 |
| Haltepunkt / Haltestelle · Strecke · Strecke | 1:03 | Châlons-en-Champagne          | Châlons-en-Champagne          |
| Strecke · Strecke · Haltepunkt / Haltestelle | 1:10 | Rethel                        | Rethel                        |
| Haltepunkt / Haltestelle · Strecke · Strecke | 1:23 | Vitry-le-François             | Vitry-le-François             |
| Strecke · Strecke · Haltepunkt / Haltestelle | 1:40 | Charleville-Mézières          | Charleville-Mézières          |
| Kopfbahnhof Streckenende · Strecke · Strecke | 1:51 | Bar-le-Duc                    | Bar-le-Duc                    |
| Strecke · Kopfbahnhof Streckenende | 2:06 | Sedan                         | Sedan                         |
| Strecke von links · Abzweig geradeaus, nach links und nach rechts · Strecke quer · Strecke von rechts |      |                               |                               |
| Strecke · Abzweig geradeaus und nach links · Strecke von rechts · Haltepunkt / Haltestelle | 0:59 | Gare de Meuse TGV             | Gare de Meuse TGV             |
| Strecke · Strecke · Haltepunkt / Haltestelle · Strecke | 1:14 | Gare de Lorraine TGV          | Gare de Lorraine TGV          |
| Strecke · Strecke · Strecke · Bahnhof | 1:23 | Metz                          | Metz                          |
| Bahnhof · Strecke · Strecke · Strecke | 1:30 | Nancy                         | Nancy                         |
| Strecke von links · Abzweig geradeaus und nach rechts · Strecke · Haltepunkt / Haltestelle · Strecke | 1:39 | Forbach                       | Forbach                       |
| Strecke · Strecke · Strecke · Grenze · Haltepunkt / Haltestelle | 1:47 | Thionville                    | Thionville                    |
| Strecke · Strecke · Strecke · Haltepunkt / Haltestelle · Grenze | 1:47 | Saarbrücken Hbf               | Saarbrücken Hbf               |
| Strecke · Haltepunkt / Haltestelle · Strecke · Strecke · Strecke | 2:00 | Lunéville                     | Lunéville                     |
| Strecke · Strecke · Strecke · Strecke · Kopfbahnhof Streckenende | 2:13 | Luxemburg                     | Luxemburg                     |
| Strecke · Abzweig geradeaus und nach links · Strecke nach links und von rechts · Strecke nach links und von rechts · Strecke von rechts |      |                               |                               |
| Strecke · Strecke · Haltepunkt / Haltestelle · Strecke · Strecke | 2:12 | Sarrebourg                    | Sarrebourg                    |
| Haltepunkt / Haltestelle · Strecke · Strecke · Strecke · Strecke | 2:16 | Épinal                        | Épinal                        |
| Strecke · Strecke · Haltepunkt / Haltestelle · Strecke · Strecke | 2:29 | Saverne                       | Saverne                       |
| Strecke · Strecke · Abzweig geradeaus und von links · Strecke nach rechts · Strecke |      |                               |                               |
| Strecke · Strecke · Bahnhof · Strecke | 1:46 | Bahnhof Straßburg             | Bahnhof Straßburg             |
| Strecke · Strecke · Grenze · Haltepunkt / Haltestelle | 2:25 | Kaiserslautern Hbf            | Kaiserslautern Hbf            |
| Strecke · Kopfbahnhof Streckenende · Strecke · Strecke | 2:31 | Saint-Dié-des-Vosges          | Saint-Dié-des-Vosges          |
| Kopfbahnhof Streckenende · Strecke · Strecke | 2:40 | Remiremont                    | Remiremont                    |
| Haltepunkt / Haltestelle · Strecke | 2:30 | Karlsruhe Hbf                 | Karlsruhe Hbf                 |
| Abzweig geradeaus und nach links · Strecke quer · Abzweig geradeaus und von rechts |      |                               |                               |
| Strecke · Haltepunkt / Haltestelle | 2:58 | Mannheim Hbf                  | Mannheim Hbf                  |
| Bahnhof · Strecke | 3:09 | Stuttgart Hbf                 | Stuttgart Hbf                 |
| Strecke · Kopfbahnhof Streckenende | 3:38 | Frankfurt am Main Hbf         | Frankfurt am Main Hbf         |
| Haltepunkt / Haltestelle | 4:12 | Ulm Hbf                       | Ulm Hbf                       |
| Haltepunkt / Haltestelle | 5:05 | Augsburg Hbf                  | Augsburg Hbf                  |
| Kopfbahnhof Streckenende | 5:34 | München Hbf                   | München Hbf                   |

Die Inbetriebnahme der LGV Est européenne (zusammen mit den damit einhergehenden Begleitmaßnahmen) senkte die Fahrzeiten zwischen Paris und Ostfrankreich beziehungsweise Südwestdeutschland und in die Schweiz deutlich. Die 300 Kilometer Schnellfahrstrecke legen die Züge in ungefähr einer Stunde zurück. Hierzu einige Beispiele (Fahrzeiten ab Paris):
| Strecke                 | Heutige Fahrzeit | vor dem Ausbau Fahrzeit |
| ----------------------- | ---------------- | ----------------------- |
| Paris–Straßburg         | 1:46 h           | 3:50 h                  |
| Paris–Nancy             | 1:30 h           | 2:40 h                  |
| Paris–Metz              | 1:23 h           | 2:40 h                  |
| Paris–Saarbrücken       | 1:47 h           | 4:00 h                  |
| Paris–Frankfurt         | 3:38 h           | 6:15 h                  |
| Paris–Karlsruhe         | 2:30 h           | 5:05 h                  |
| Paris–Stuttgart         | 3:09 h           | 6:10 h                  |
| Paris–Luxemburg         | 2:13 h           | 3:35 h                  |
| Paris–Zürich (bis 2011) | 4:32 h           | 5:55 h                  |

| Entwicklung der Fahrzeiten zwischen Paris und Frankfurt | Entwicklung der Fahrzeiten zwischen Paris und Frankfurt |
| ------------------------------------------------------- | ------------------------------------------------------- |
| 1914                                                    | 11 Stunden, 15 Minuten                                  |
| 1938                                                    | 9 Stunden, 27 Minuten                                   |
| 1958                                                    | 9 Stunden, 17 Minuten                                   |
| 1970                                                    | 5 Stunden, 54 Minuten                                   |
| 2000                                                    | 6 Stunden, 10 Minuten                                   |
| 2007                                                    | 4 Stunden, 11 Minuten                                   |
| Dez. 2007                                               | 3 Stunden, 49 Minuten                                   |
| 2016                                                    | 3 Stunden, 38 Minuten (via POS Süd)                     |

### Fahrgastaufkommen und Auswirkungen
Im ersten Betriebsjahr nutzten über elf Millionen Fahrgäste die Strecke. Nach Angaben der SNCF werde damit voraussichtlich das Drei-Jahres-Ziel bereits nach zwei Betriebsjahren erreicht. Mehr als 80 Prozent der Reisenden bewegten sich innerhalb Frankreichs. Hiervon fuhren 20 Prozent in die Region Champagne-Ardenne und jeweils 40 Prozent nach Lothringen und ins Elsass. 1,8 Millionen Reisende (16 Prozent) waren im internationalen Verkehr unterwegs, darunter rund eine Million im Verkehr mit Deutschland, 426.000 mit der Schweiz sowie 380.000 mit Luxemburg. Im deutsch-französischen Verkehr waren 28 Prozent der Reisenden auf der Relation Paris–Frankfurt unterwegs, 22 Prozent zwischen Stuttgart und Paris sowie 17 Prozent zwischen Paris und Mannheim.
Anfang 2007 lag der Marktanteil des Flugverkehrs am öffentlichen Personenverkehr zwischen Paris und Straßburg bei 65 Prozent, bei der Bahn bei 35 Prozent. Die SNCF erwartete, binnen zwei Jahren einen Marktanteil von 60 Prozent zu erreichen.
Die Fluggesellschaft Air France kündigte an, zur Betriebsaufnahme der Strecke ihre Flüge zwischen Paris und Metz einzustellen; die Zahl der täglichen Flüge von Straßburg nach Paris soll von zwölf auf acht reduziert werden.
In den ersten Betriebstagen nutzten 36.000 Reisende pro Tag die neue Strecke, bei einer Auslastung von nahezu hundert Prozent. Eine Woche nach der Eröffnung lag die Zahl der Reisenden nach Angaben der SNCF 20 Prozent über den Prognosen. Auf der Relation Straßburg–Paris sei die Zahl der Bahnreisenden um 30 Prozent gestiegen – nach Angaben der SNCF die bisher stärkste Zunahme unmittelbar nach einer TGV-Strecken-Eröffnung. Ab 27. August 2007 sollen zwei zusätzliche Züge eingesetzt, unmittelbar die verkehrenden Züge verstärkt werden. Zwischen April und Juni seien 1,3 Millionen Fahrkarten für die Strecke verkauft worden. Nach knapp einem Monat Betrieb hatten fast eine Million Reisende die neue Strecke genutzt.
Zwischen Deutschland und Frankreich nutzten am ersten Betriebstag 4100 Fahrgäste die Züge; die Auslastung habe damit bei 80 Prozent gelegen. Bis April 2008 waren mehr als 800.000 Fahrgäste auf den beiden deutsch-französischen Verbindungen unterwegs. Etwa zwei Drittel der Reisenden seien Deutsche. Auf dem Nordast stieg, im Vergleich zum EuroCity-Verkehr, dabei nach Angaben der Deutschen Bahn die Zahl der Reisenden bis Anfang 2008 um 50 Prozent, auf dem Südast um 25 Prozent. Im Mai 2008 nutzen 117.000 Menschen die ICE- und TGV-Verbindungen zwischen Deutschland und Frankreich. Dies entspricht einer Auslastung von 56 Prozent. Zwei Drittel aller Fahrkarten im deutsch-französischen Hochgeschwindigkeitsverkehr werden über die Deutsche Bahn verkauft, 65 Prozent der Reisenden nutzen die Strecke aus dienstlichen Gründen. Zwischen Paris und Stuttgart erreicht der TGV einen Marktanteil von 40 Prozent, der ICE zwischen Frankfurt und Paris von 20 Prozent.
Die Auslastung der Air-France-Flüge zwischen Paris und Straßburg lag nach Betriebsaufnahme bei über 75 Prozent. Stand 2017 werden dagegen keine direkten Flugverbindungen von Strasbourg nach Paris angeboten. Der Betreiber der Autobahn A4, Sanef, meldete einen Rückgang von Langstreckenfahrten bei gleichzeitiger Zunahme von Fahrten über mittlere Distanzen. 2008 kündigte die Lufthansa-Tochter Germanwings die Einstellung der Flüge zwischen Stuttgart beziehungsweise Köln und Paris aufgrund der attraktiven Bahn-Angebote an Stand 2017 wird die Flugverbindung Stuttgart-Paris noch mehrmals täglich von Air France bedient, zwischen Köln und Paris dagegen gibt es keine direkten Verbindungen mehr.
Ein Jahr nach der Eröffnung der Strecke betonte die Lufthansa, weder Auslastung noch Zahl ihrer zwölf täglichen Flüge zwischen Paris und Frankfurt am Main hätten sich wesentlich geändert. Ein wesentlicher Teil der Reisenden sei im Zubringerverkehr zu Langstreckenflügen ab Frankfurt beziehungsweise Paris unterwegs.
Im deutsch-französischen Verkehr wurde am 19. Mai 2008 der einmillionste Fahrgast begrüßt. Täglich nutzen 3.300 Menschen die ICE- und TGV-Angebote zwischen Deutschland und Frankreich. Für die Relationen zwischen Paris und Frankfurt beziehungsweise Stuttgart erwarten die Bahngesellschaften bis 2011 eine Verdreifachung des Passagieraufkommens von (vor Inbetriebnahme) etwa 500.000 auf 1,5 Millionen Reisende.
Diese Prognose bestätigt sich durch die Entwicklung im zweiten Betriebsjahr, das einen Zuwachs um 15 Prozent brachte: In den ersten beiden Betriebsjahren nutzten insgesamt rund 2,2 Millionen Reisende den grenzüberschreitenden Hochgeschwindigkeitsverkehr. 55 Prozent der Reisenden waren dabei mit den zwischen Frankfurt und Paris verkehrenden Zügen unterwegs, 45 Prozent in den Zügen zwischen München, Stuttgart und Paris. Nach Angaben der Deutschen Bahn erreichte die Auslastung der ICEs und TGVs zwischen Deutschland und Frankreich donnerstags, freitags, samstags und sonntags Werte zwischen 90 und 100 Prozent. Eine Ausweitung des Angebots werde geprüft. Ebenso sollen ab Juni 2010 sowohl der ICE als auch der TGV in Doppeltraktion fahren. Bis Januar 2010 nutzten drei Millionen Fahrgäste die deutsch-französischen Verbindungen, bis Mitte des Jahres 3,6 Millionen.
Langfristig soll die Fahrzeit zwischen Frankfurt und Paris von heute (2017) drei Stunden und 50 Minuten auf drei Stunden und 15 Minuten sinken.

## Unfälle und Betriebsstörungen

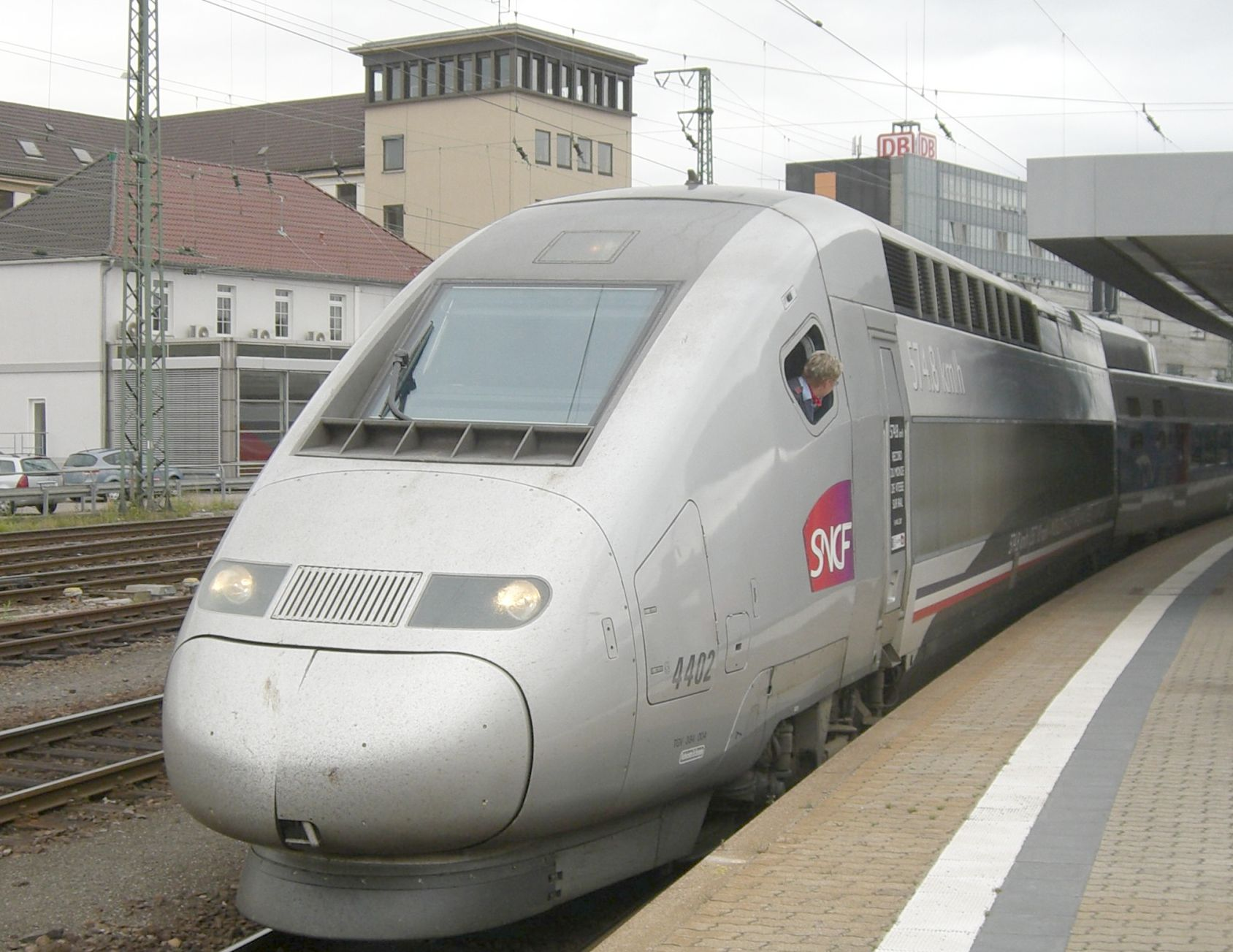
TGV mit Weltrekord-Triebkopf (V150) als ICE-Ersatz Paris–Frankfurt in Saarbrücken Hbf im Juni 2008 (mit deutscher Lokführerin)

- Am 16. Mai 2008 geriet ein Wagen eines ICE 3MF bei Annet-sur-Marne in Brand, nachdem ein Transformator Feuer gefangen hatte. Der mit rund 300 Fahrgästen besetzte Zug musste evakuiert werden.[74] Als Ursache wird ein defekter Fahrmotor vermutet, von dem sich Teile gelöst und den Transformator beschädigt hatten.
- Am 12. Juni 2008 kam es bei einer „Kurzwende“ eines aus Paris kommenden ICE, der vom saarländischen St. Ingbert aus wieder nach Paris zurückfahren sollte, zu mehreren leichtverletzten Reisenden. Alle Fahrgäste sollten an diesem kleinen Bahnhof in einen von Frankfurt angekommenen Ersatz-IC umsteigen; dessen Fahrgäste hingegen sollten in den wendenden ICE überwechseln.[75] Infolge mehrerer defekter ICE-Einheiten fielen in der gleichen Woche einige durchgehende ICE-Fahrten ganz aus oder wurden durch TGV-Züge ersetzt; am 13. Juni 2008 schränkte die DB dann den durchgehenden Verkehr auf dem POS-Nordast bis auf weiteres von fünf auf drei Verbindungen ein. Die restlichen Fahrten wurden gebrochen: TGV bedienten Paris–Saarbrücken und zurück; IC Saarbrücken–Frankfurt und zurück. Dafür wurden nur noch zwei der sechs vorhandenen ICE-Triebzüge benötigt. Ab 19. Juni 2008 fuhren die Züge wieder durch, doch wurden einzelne Kurse auch dann noch von TGV bedient. Diese können in Mannheim nicht wenden und müssen über Käfertal fahren, was zu geringen Verspätungen führt.TGV mit Weltrekord-Triebkopf (V150) als ICE-Ersatz Paris–Frankfurt in Saarbrücken Hbf im Juni 2008 (mit deutscher Lokführerin)
- Am Nachmittag des 8. Juli 2008 kollidierte ICE 9555 Paris-Frankfurt im Bereich des Haltepunktes Kennelgarten bei Kaiserslautern mit einem LKW, der beim Wenden in einer Baustelle im Schotter steckengeblieben war. Die rund 400 Fahrgäste des ICE blieben unverletzt, doch wurden sechs der acht Wagen des ICE beschädigt. Der Zug konnte später mit eigener Kraft nach Kaiserslautern weiterfahren, wo die Reisenden in einen Ersatzzug umsteigen mussten.
- Im Laufe des Juli 2008 kam es erneut zu zahlreichen ICE-Ausfällen; vom 21. Juli bis 23. August 2008 halfen TGV-Einheiten regelmäßig mit einem Umlauf auf der Gesamtstrecke aus. Dennoch mussten Reisende häufig in Saarbrücken, Homburg/Saar oder Forbach (F) von oder auf TGV-Züge umsteigen, Verspätungen hinnehmen oder wurden in Einzelfällen infolge Fahrzeugmangel auch nicht befördert. Auch im Verlauf des Herbstes sowie im Winter 2008/2009 hielten die ICE-Störungen an; es kam immer wieder zu TGV-Ersatzleistungen und/oder zum Brechen der Verbindung in Saarbrücken Hbf.
- Am 14. November 2015 kam es mit dem Eisenbahnunfall von Eckwersheim zum bis dahin schwersten Unfall mit einem TGV. Während einer Testfahrt entgleiste ein Zug aufgrund überhöhter Geschwindigkeit in einer Kurve und stürzte teilweise in den Rhein-Marne-Kanal. 11 Menschen starben, 12 wurden schwer, 30 leicht verletzt.

- Am 5. März 2020 entgleiste ein Doppelstock-TGV gegen 7:45 Uhr in der Nähe der elsässischen Ortschaft Ingenheim auf dem Weg von Straßburg nach Paris bei einer Geschwindigkeit von 270 km/h teilweise. An Bord befanden sich 348 Fahrgäste. 21 Menschen wurden verletzt. Der Triebfahrzeugführer konnte durch eine Schnellbremsung des Zuges Schlimmeres verhindern.[76] Die Unfalluntersuchung kam zu dem Ergebnis, dass die Hangstabilität unzutreffend eingeschätzt worden war.[77]